# Список медалістів Олімпійських ігор з гірськолижного спорту

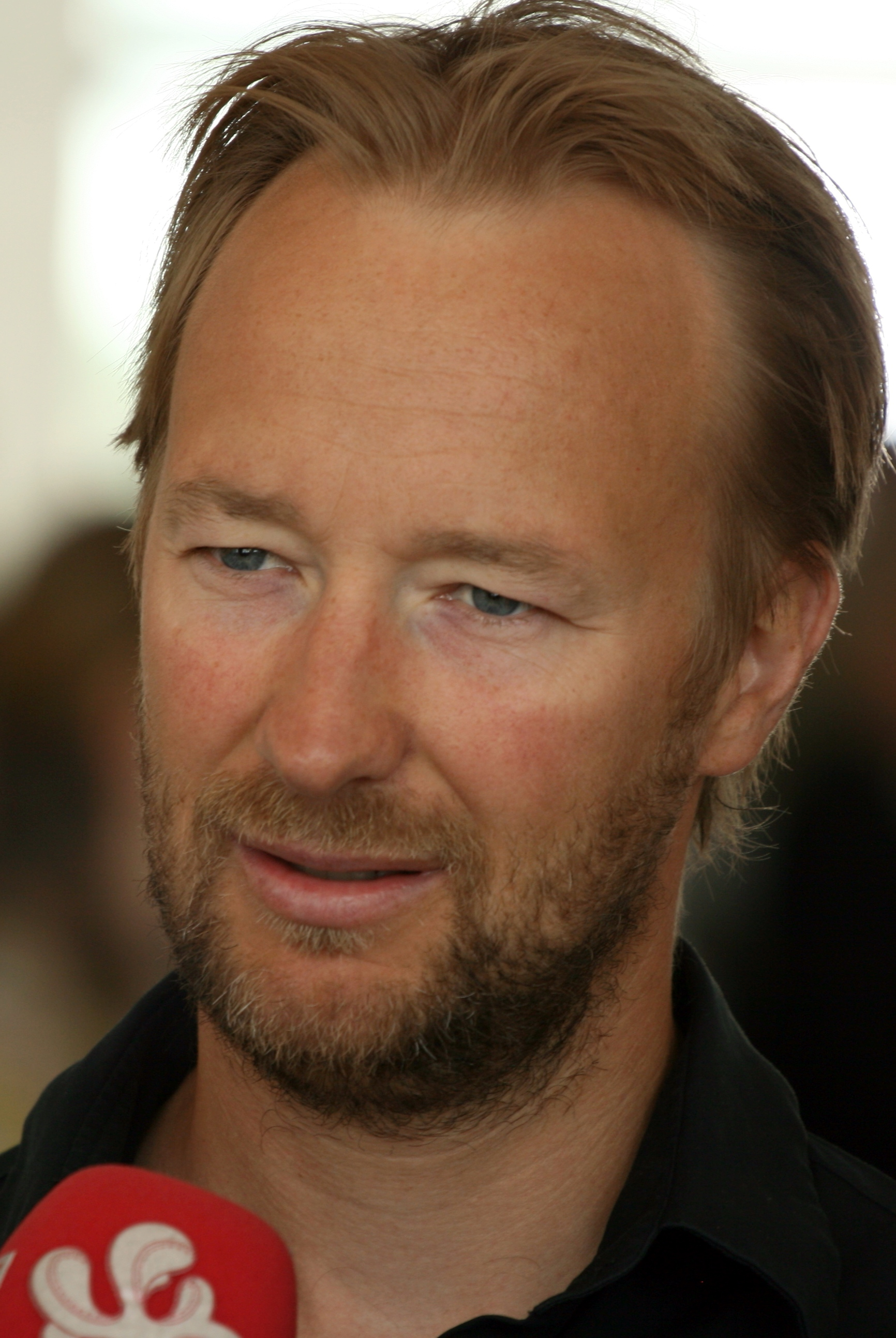
Четиль Андре Омодт - єдиний серед гірськолижників володар 8-ми олімпійських медалей

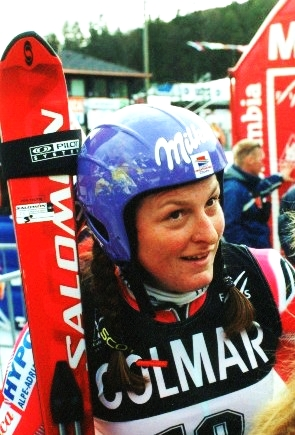
Яниця Костелич — єдина гірськолижниця, що здобула 4 золоті медалі

Це список усіх призерів зимових Олімпійських ігор з гірськолижного спорту. У всіх таблицях вказано столиці Олімпійських ігор, хоча змагання з гірськолижного спорту здебільшого відбувались на прилеглих гірськолижних курортах, а не безпосередньо в столицях Ігор.

## З історії олімпійського гірськолижного спорту
Загалом на зимових Олімпійських іграх у гірськолижному спорті вручено 494 нагороди: 165 золотих, 166 срібних та 163 бронзові. Більше медалей на зимових Олімпіадах розіграно лише в лижних перегонах та ковзанярському спорті. Представники 26 Національних олімпійських комітетів вигравали олімпійські нагороди у гірськолижному спорті.
Найтитулованіший гірськолижник в історії зимових Олімпіад - норвежець Четиль Андре Омодт, в доробку якого 8 олімпійських нагород — 4 золоті, 2 срібні та 2 бронзові. Також 4 золоті медалі в доробку хорватки Яниці Костелич, яка має ще 2 срібні. По шість медалей також у доробку Ані Персон (1 золота, 1 срібна та 4 бронзові) та Боде Міллера (1 золота, 3 срібні та 2 бронзові). По п'ять олімпійських медалей виграли 6 гірськолижників: Альберто Томба (3 золоті та 2 срібні), Френі Шнайдер (3 золоті, 1 срібна та 1 бронзова), Катя Зайцінгер (3 золоті та 2 бронзові), Лассе К'юс (1 золота, 3 срібні, 1 бронзова), К'єтіль Янсруд (1 золота, 2 срібні, 2 бронзові), Венді Гольденер (1 золота, 2 срібні, 2 бронзові).
Цікаво, що серед цих дев'яти немає жодного представника Австрії, хоча австрійці лідирують з великим відривом за кількістю олімпійських нагород у сумі — 128 (40 золоті). 75 медалей у доробку швейцарців, на третьому місці французи – 51, американці мають 48 медалей. 
За всю історію Олімпійських ігор було два випадки, коли спортсмен вигравав усі дисципліни, що були в програмі: 1956 року в Кортіна-д'Ампеццо всі 3 золоті медалі виграв австрієць Тоні Зайлер, а 1968 року в Греноблі його успіх повторив француз Жан-Клод Кіллі.

## Чоловіки

### Швидкісний спуск

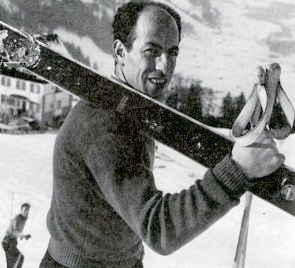
Дзено Коло - єдиний в історії італієць, що виборов золото у швидкісному спуску на Олімпійських іграх

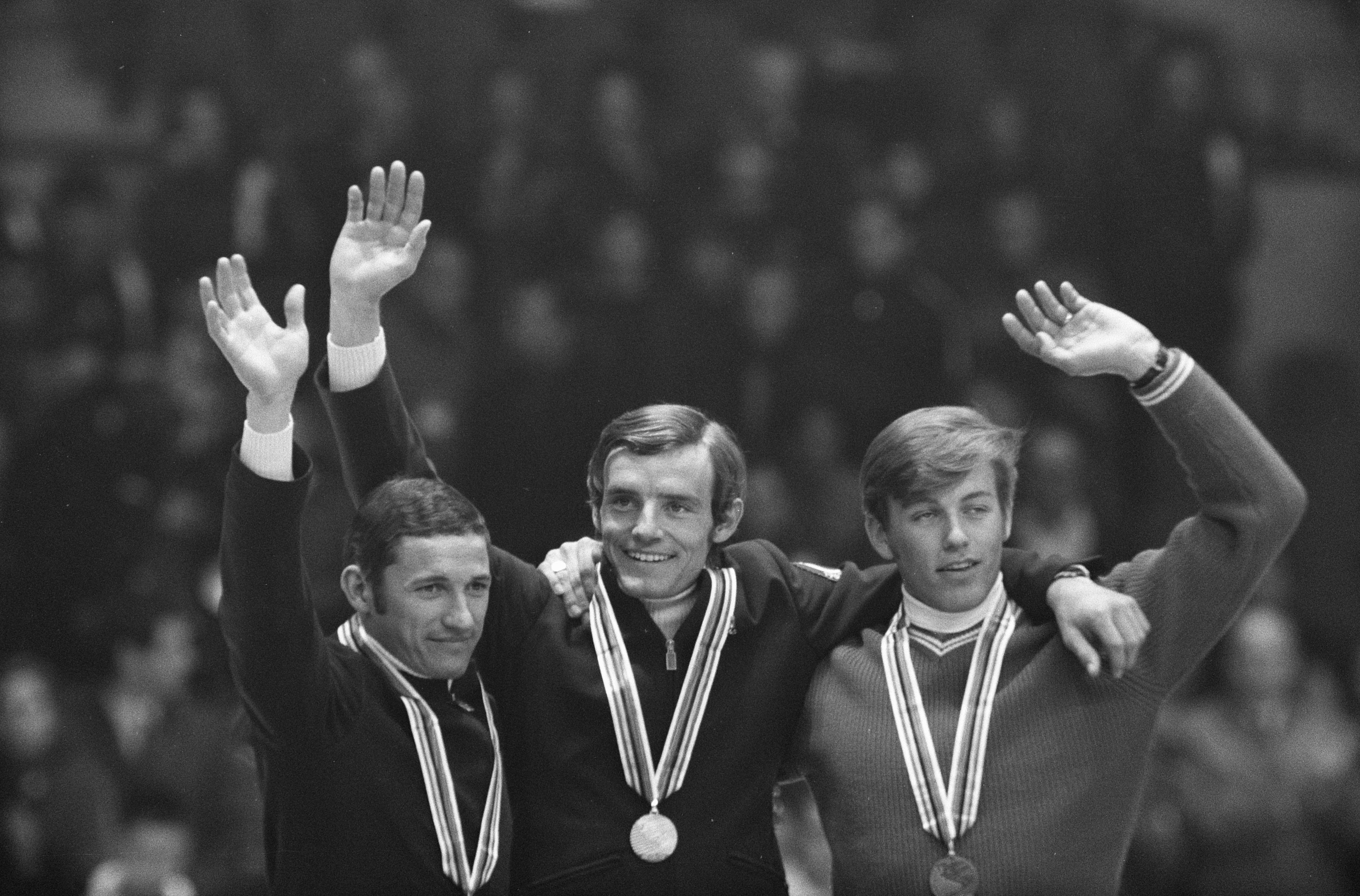
Призери Олімпійських ігор 1968 року в швидкісному спуску, зліва направо: Гі Перійя, Жан-Клод Кіллі, Жан-Даніель Детвілер

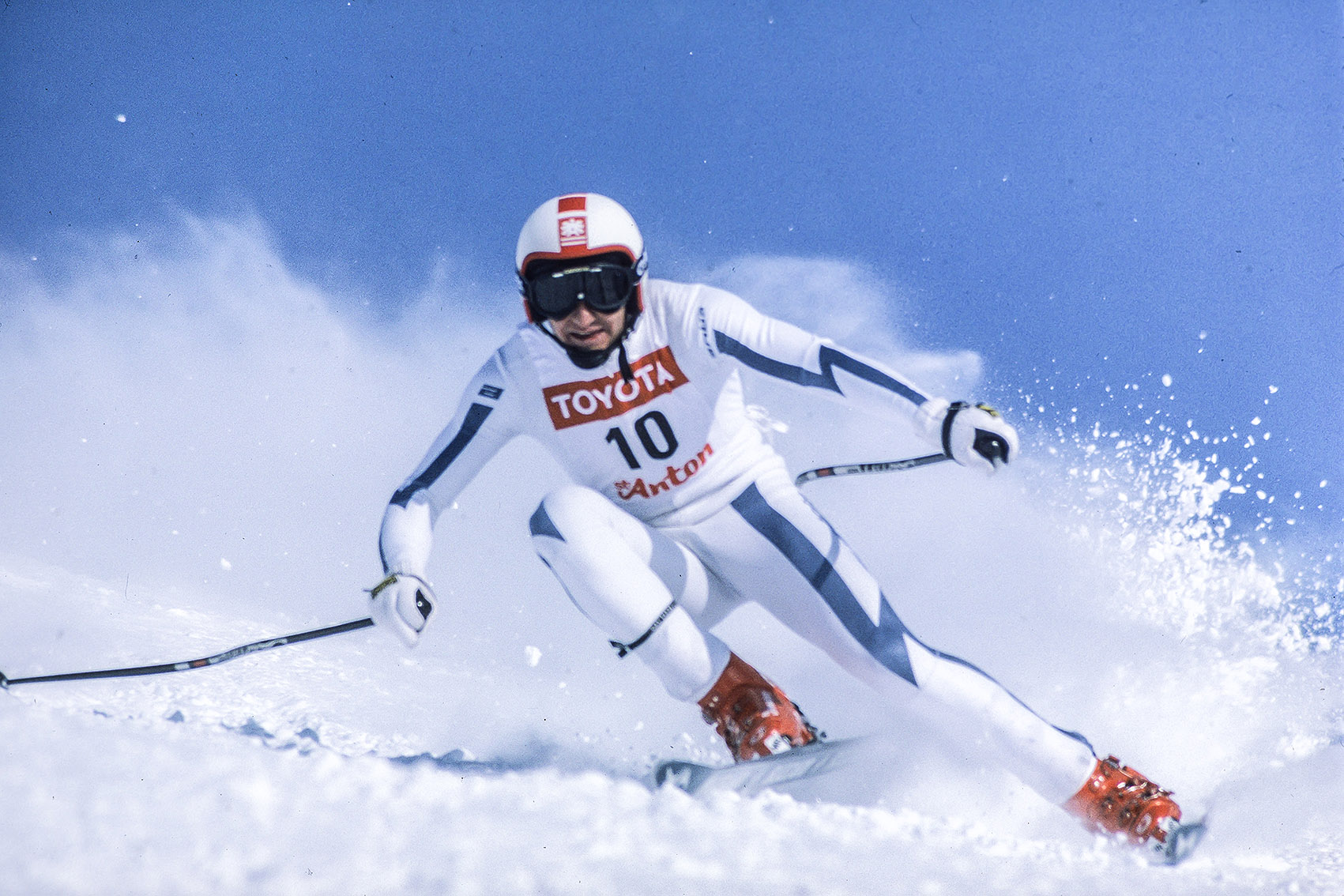
Франц Кламмер виборов золото у швидкісному спуску 1976 року

За 20 Ігор сім перемог у доробку австрійців та п'ять у французів. 4 перемоги у Швейцарії, 2 - у США, по разу перемагали італійці та норвежці. Нікому з чоловіків не вдавалося двічі виграти швидкісний спуск.
| Ігри                   | Золото                          | Срібло                                        | Бронза                                               |
| ---------------------- | ------------------------------- | --------------------------------------------- | ---------------------------------------------------- |
| Санкт-Моріц 1948       | Анрі Орейє · Франція            | Франц Габль · Австрія                         | Карл Молітор · Швейцарія · Рольф Олінґер · Швейцарія |
| Осло 1952              | Дзено Коло · Італія             | Отмар Шнайдер · Австрія                       | Христіан Правда · Австрія                            |
| Кортіна-д'Ампеццо 1956 | Тоні Зайлер · Австрія           | Реймон Фелле · Швейцарія                      | Андерль Мольтерер · Австрія                          |
| Скво-Веллі 1960        | Жан Вюарне · Франція            | Ганс-Петер Ланіґ · Об'єднана німецька команда | Гі Перійя · Франція                                  |
| Інсбрук 1964           | Еґон Ціммерманн · Австрія       | Лео Лакруа (гірськолижник) · Франція          | Вольфґанґ Бартельс · Об'єднана німецька команда      |
| Гренобль 1968          | Жан-Клод Кіллі · Франція        | Гі Перійя · Франція                           | Жан-Даніель Детвілер · Швейцарія                     |
| Саппоро 1972           | Бернар Руссі · Швейцарія        | Роланд Коломбен · Швейцарія                   | Гайні Месснер · Австрія                              |
| Інсбрук 1976           | Франц Кламмер · Австрія         | Бернар Руссі · Швейцарія                      | Герберт Планк · Італія                               |
| Лейк-Плесід 1980       | Леонгард Шток · Австрія         | Петер Вірнсбергер · Австрія                   | Стів Подборскі · Канада                              |
| Сараєво 1984           | Білл Джонсон · США              | Петер Мюллер · Швейцарія                      | Антон Штайнер · Австрія                              |
| Калгарі 1988           | Пірмін Цурбрігген · Швейцарія   | Петер Мюллер · Швейцарія                      | Франк Піккар · Франція                               |
| Альбервіль 1992        | Патрік Ортліб · Австрія         | Франк Піккар · Франція                        | Гюнтер Мадер · Австрія                               |
| Ліллегаммер 1994       | Томмі Мо · США                  | Четиль Андре Омодт · Норвегія                 | Ед Подівінскі · Канада                               |
| Наґано 1998            | Жан-Люк Кретьє · Франція        | Лассе К'юс · Норвегія                         | Ганнес Трінкль · Австрія                             |
| Солт-Лейк-Сіті 2002    | Фріц Штробль · Австрія          | Лассе К'юс · Норвегія                         | Стефан Ебергартер · Австрія                          |
| Турин 2006             | Антуан Денер'я · Франція        | Міхаель Вальхгофер · Австрія                  | Bruno Kernen · Швейцарія                             |
| Ванкувер 2010          | Дідьє Дефаго · Швейцарія        | Аксель Лунд Свіндаль · Норвегія               | Боде Міллер · США                                    |
| Сочі 2014              | Маттіас Маєр · Австрія          | Крістоф Іннергофер · Італія                   | К'єтіль Янсруд · Норвегія                            |
| Пхьончхан 2018         | Аксель Лунд Свіндаль · Норвегія | К'єтіль Янсруд · Норвегія                     | Беат Фойц · Швейцарія                                |
| Пекін 2022             | Беат Фойц · Швейцарія           | Жоан Кларе · Франція                          | Маттіас Маєр · Австрія                               |

- Медалі:

| Місце   | Країна                           | Золото | Срібло | Бронза | Загалом |
| ------- | -------------------------------- | ------ | ------ | ------ | ------- |
| 1       | Австрія (AUT)                    | 7      | 4      | 8      | 19      |
| 2       | Франція (FRA)                    | 5      | 4      | 2      | 11      |
| 3       | Швейцарія (SUI)                  | 4      | 5      | 5      | 14      |
| 4       | США (USA)                        | 2      | 0      | 1      | 3       |
| 5       | Норвегія (NOR)                   | 1      | 5      | 1      | 7       |
| 6       | Італія (ITA)                     | 1      | 1      | 1      | 3       |
| 7       | Об'єднана німецька команда (EUA) | 0      | 1      | 1      | 2       |
| 8       | Канада (CAN)                     | 0      | 0      | 2      | 2       |
| Загалом | 8 країн                          | 20     | 20     | 21     | 61      |

### Супергігант

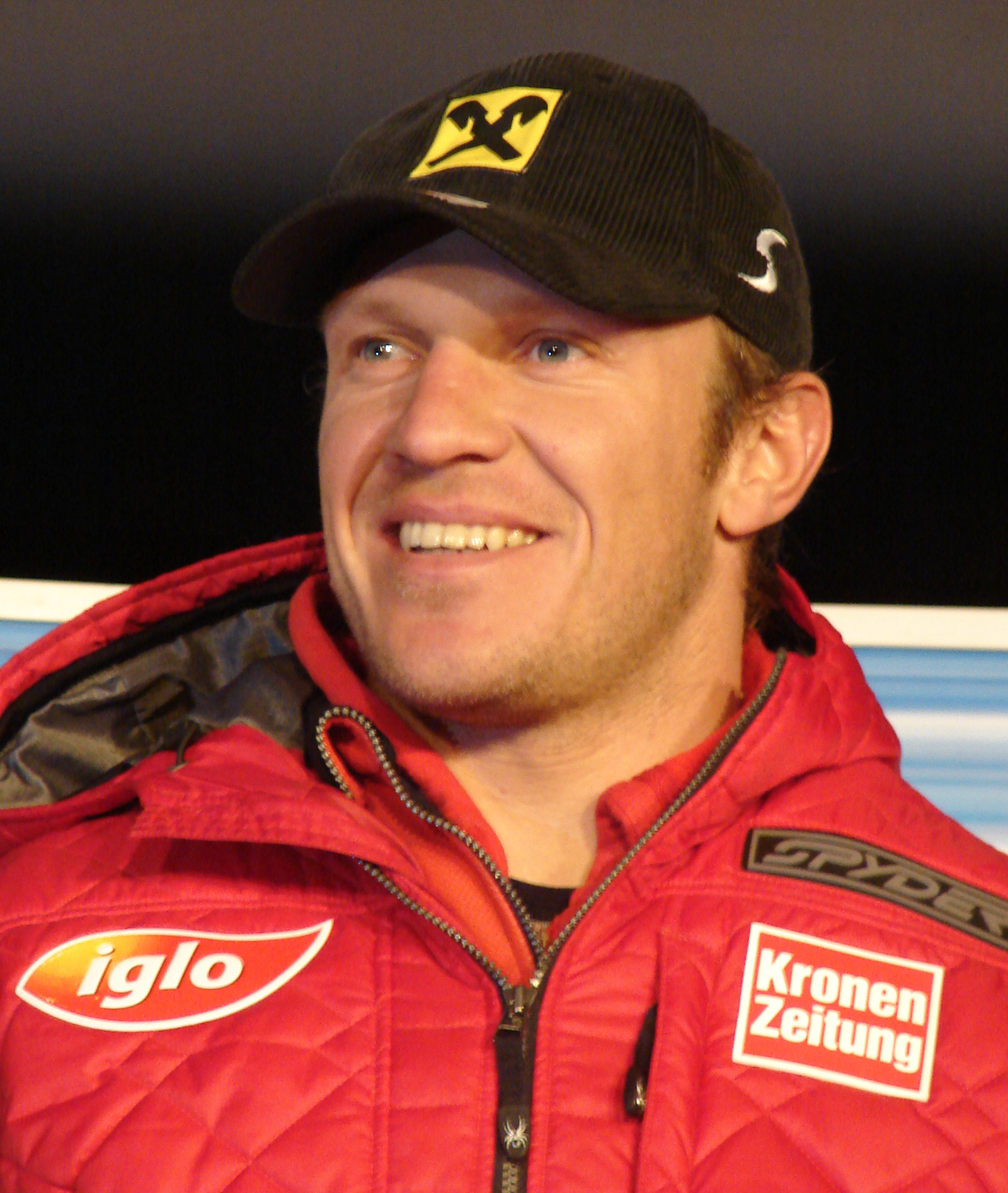
Германн Маєр здобув у супергіганті золоту медаль 1998 року та срібну 2006-го

За 10 Ігор п'ять разів перемагали норвежці (зокрема тричі - Четиль Андре Омодт). Тричі перемагали австрійці, по разу вигравали французи та німці.
| Ігри                | Золото                            | Срібло                                       | Бронза                                |            |
| ------------------- | --------------------------------- | -------------------------------------------- | ------------------------------------- | ---------- |
| Калгарі 1988        | Франк Піккар · Франція            | Гельмут Маєр · Австрія                       | Ларс-Бер'є Ерікссон · Швеція          |            |
| Альбервіль 1992     | Четиль Андре Омодт · Норвегія     | Марк Жирарделлі · Люксембург                 | Ян Ейнар Торсен · Норвегія            |            |
| Ліллегаммер 1994    | Маркус Васмаєр · Німеччина        | Томмі Мо · США                               | Четиль Андре Омодт · Норвегія         |            |
| Наґано 1998         | Германн Маєр · Австрія            | Дідьє Кюш · Швейцарія · Ганс Кнаус · Австрія | Не вручали                            | Не вручали |
| Солт-Лейк-Сіті 2002 | Четиль Андре Омодт (2) · Норвегія | Стефан Ебергартер · Австрія                  | Андреас Шіфферер · Австрія            |            |
| Турин 2006          | Четиль Андре Омодт (3) · Норвегія | Германн Маєр · Австрія                       | Амброзі Гоффман · Швейцарія           |            |
| Ванкувер 2010       | Аксель Лунд Свіндаль · Норвегія   | Боде Міллер · США                            | Ендрю Вайбрехт · США                  |            |
| Сочі 2014           | К'єтіль Янсруд · Норвегія         | Ендрю Вайбрехт · США                         | Ян Гудек · Канада · Боде Міллер · США |            |
| Пхьончхан 2018      | Маттіас Маєр · Австрія            | Беат Фойц · Швейцарія                        | К'єтіль Янсруд · Норвегія             |            |
| Пекін 2022          | Маттіас Маєр · Австрія            | Раян Кохран-Зігль · США                      | Александер Омодт Кільде · Норвегія    |            |

- Медалі:

| Місце   | Країна           | Золото | Срібло | Бронза | Загалом |
| ------- | ---------------- | ------ | ------ | ------ | ------- |
| 1       | Норвегія (NOR)   | 5      | 0      | 4      | 9       |
| 2       | Австрія (AUT)    | 3      | 4      | 1      | 8       |
| 3       | Франція (FRA)    | 1      | 0      | 0      | 1       |
| 3       | Німеччина (GER)  | 1      | 0      | 0      | 1       |
| 5       | США (USA)        | 0      | 4      | 2      | 6       |
| 6       | Швейцарія (SUI)  | 0      | 2      | 1      | 3       |
| 7       | Люксембург (LUX) | 0      | 1      | 0      | 1       |
| 8       | Канада (CAN)     | 0      | 0      | 1      | 1       |
| 8       | Швеція (SWE)     | 0      | 0      | 1      | 1       |
| Загалом | 9 країн          | 10     | 11     | 10     | 31      |

### Гігантський слалом

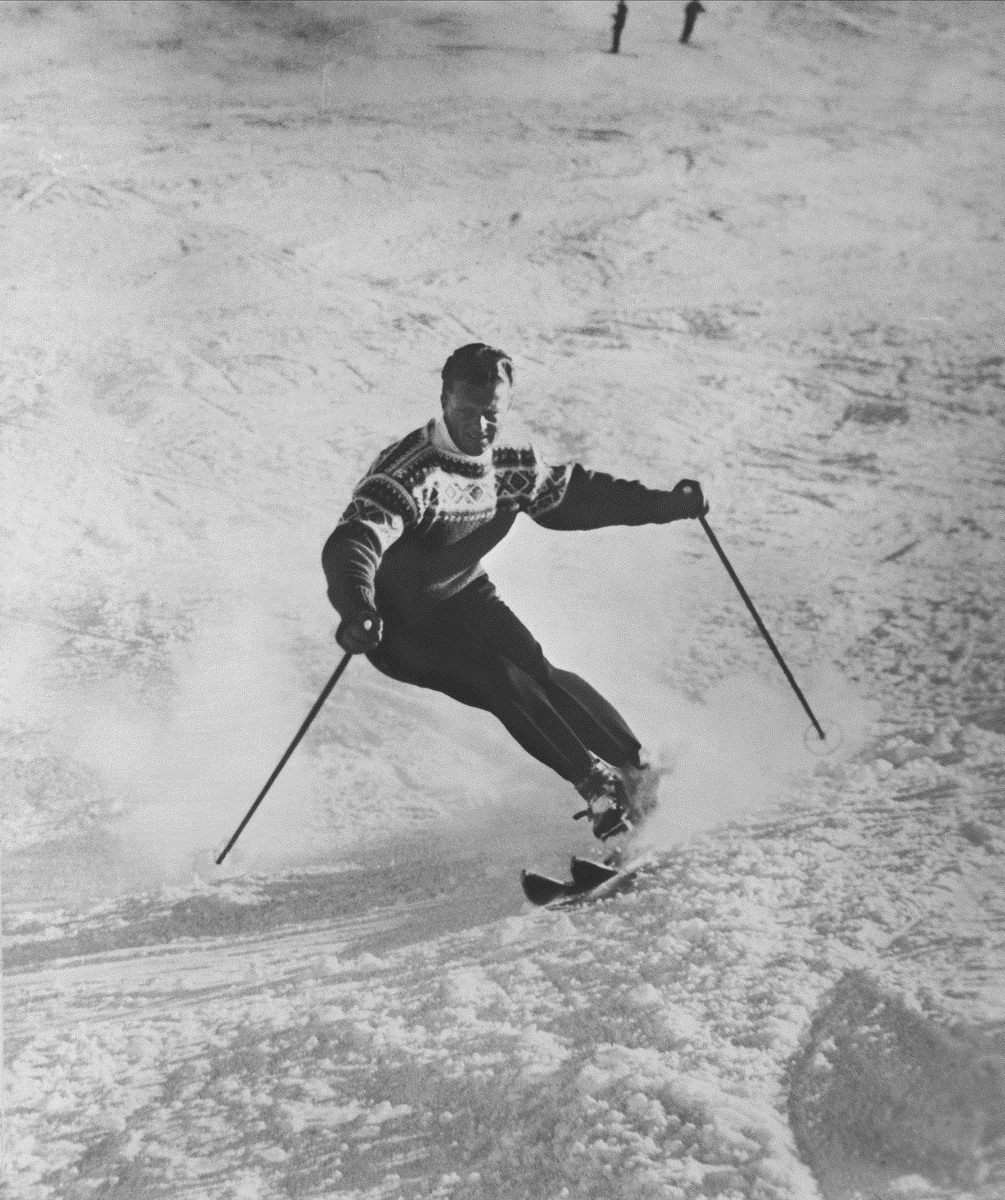
Норвежець Стейн Еріксен 1952 року став першим в історії олімпійським чемпіоном у гігантському слаломі.

За 19 Олімпіад по п'ять перемог у доробку австрійців і швейцарців, тричі перемагали італійці.
| Ігри                   | Золото                      | Срібло                          | Бронза                           |
| ---------------------- | --------------------------- | ------------------------------- | -------------------------------- |
| Осло 1952              | Стейн Еріксен · Норвегія    | Христіан Правда · Австрія       | Тоні Шпіс · Австрія              |
| Кортіна-д'Ампеццо 1956 | Тоні Зайлер · Австрія       | Андерль Мольтерер · Австрія     | Вальтер Шустер · Австрія         |
| Скво-Веллі 1960        | Роджер Стауб · Швейцарія    | Пепі Штіґлер · Австрія          | Ернст Гінтерзеєр · Австрія       |
| Інсбрук 1964           | Франсуа Бонльє · Франція    | Карл Шранц · Австрія            | Пепі Штіґлер · Австрія           |
| Гренобль 1968          | Жан-Клод Кіллі · Франція    | Віллі Фавр · Швейцарія          | Гайні Месснер · Австрія          |
| Саппоро 1972           | Густав Тені · Італія        | Едмунд Бруґґман · Швейцарія     | Вернер Маттле · Швейцарія        |
| Інсбрук 1976           | Гайні Геммі · Швейцарія     | Ернст Ґод · Швейцарія           | Інгемар Стенмарк · Швеція        |
| Лейк-Плесід 1980       | Інгемар Стенмарк · Швеція   | Анді Венцель · Ліхтенштейн      | Ганс Енн · Австрія               |
| Сараєво 1984           | Макс Жулан · Швейцарія      | Юре Франко · Югославія          | Анді Венцель · Ліхтенштейн       |
| Калгарі 1988           | Альберто Томба · Італія     | Губерт Штрольц · Австрія        | Пірмін Цурбрігген · Швейцарія    |
| Альбервіль 1992        | Альберто Томба (2) · Італія | Марк Жирарделлі · Люксембург    | Четиль Андре Омодт · Норвегія    |
| Ліллегаммер 1994       | Маркус Васмаєр · Німеччина  | Урс Келін · Швейцарія           | Крістіан Маєр · Австрія          |
| Наґано 1998            | Германн Маєр · Австрія      | Стефан Ебергартер · Австрія     | Міхаель фон Ґрюніґен · Швейцарія |
| Солт-Лейк-Сіті 2002    | Стефан Ебергартер · Австрія | Боде Міллер · США               | Лассе К'юс · Норвегія            |
| Турин 2006             | Беньямін Райх · Австрія     | Жоель Шеналь · Франція          | Германн Маєр · Австрія           |
| Ванкувер 2010          | Карло Янка · Швейцарія      | К'єтіль Янсруд · Норвегія       | Аксель Лунд Свіндаль · Норвегія  |
| Сочі 2014              | Тед Лігеті · США            | Стів Міссільє · Франція         | Алексі Пентюро · Франція         |
| Пхьончхан 2018         | Марсель Гіршер · Австрія    | Генрік Крістофферсен · Норвегія | Алексі Пентюро · Франція         |
| Пекін 2022             | Марко Одерматт · Швейцарія  | Жан Кранець · Словенія          | Матьє Февр · Франція             |

- Медалі:

| Місце   | Країна            | Золото | Срібло | Бронза | Загалом |
| ------- | ----------------- | ------ | ------ | ------ | ------- |
| 1       | Австрія (AUT)     | 5      | 6      | 8      | 19      |
| 2       | Швейцарія (SUI)   | 5      | 4      | 3      | 12      |
| 3       | Італія (ITA)      | 3      | 0      | 0      | 3       |
| 4       | Франція (FRA)     | 2      | 2      | 3      | 7       |
| 5       | Норвегія (NOR)    | 1      | 2      | 3      | 6       |
| 6       | США (USA)         | 1      | 1      | 0      | 2       |
| 7       | Швеція (SWE)      | 1      | 0      | 1      | 2       |
| 8       | Німеччина (GER)   | 1      | 0      | 0      | 1       |
| 9       | Ліхтенштейн (LIE) | 0      | 1      | 1      | 2       |
| 10      | Люксембург (LUX)  | 0      | 1      | 0      | 1       |
| 10      | Словенія (SLO)    | 0      | 1      | 0      | 1       |
| 10      | Югославія (YUG)   | 0      | 1      | 0      | 1       |
| Загалом | 12 країн          | 19     | 19     | 19     | 57      |

### Слалом

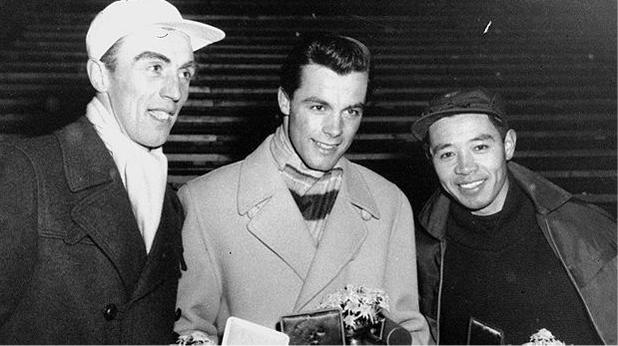
Олімпійський п'єдестал 1956 року в слаломі, зліва направо: Стіґ Солландер, Тоні Зайлер, Тіхару Іґая

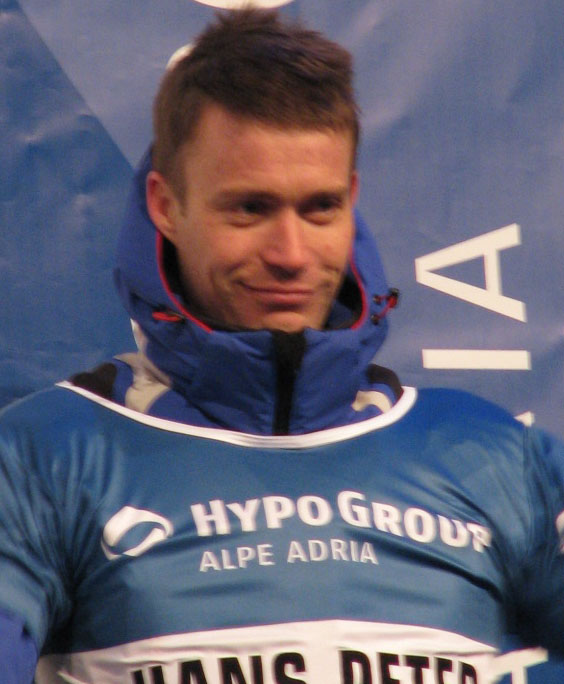
Ганс Петтер Бурос – олімпійський чемпіон Наґано в слаломі

За 20 Олімпіад сім перемог у доробку австрійців, по три рази вигравали італійці та французи, по два рази вигравали норвежці та шведи. Швейцарці за всю історію проведення чоловічого олімпійського слалому вибороли лише 3 медалі — 1 золоту, 1 срібну та 1 бронзову. Жодному гірськолижнику не вдавалося двічі виграти олімпійський слалом. У чоловічому слаломі здобуто єдину олімпійську нагороду в історії гірськолижного спорту Японії — 1956 року в Кортіна д'Ампеццо срібло виграв Тіхару Іґая (ця медаль стала взагалі першою для Японії на зимових Олімпіадах).
Пакіто Фернандес Очоа 1972 року, вигравши золото в Саппоро, приніс Іспанії першу медаль в історії зимових Олімпійських ігор, яка й досі залишається єдиним «зимовим» золотом Іспанії.
| Ігри                   | Золото                             | Срібло                            | Бронза                            |
| ---------------------- | ---------------------------------- | --------------------------------- | --------------------------------- |
| Санкт-Моріц 1948       | Еді Райнальтер · Швейцарія         | Джеймс Кутте · Франція            | Анрі Орейє · Франція              |
| Осло 1952              | Отмар Шнайдер · Австрія            | Стейн Еріксен · Норвегія          | Ґутторм Берґе · Норвегія          |
| Кортіна-д'Ампеццо 1956 | Тоні Зайлер · Австрія              | Тіхару Іґая · Японія              | Стіґ Солландер · Швеція           |
| Скво-Веллі 1960        | Ернст Гінтерзеєр · Австрія         | Маттіас Лайтнер · Австрія         | Шарль Бозон · Франція             |
| Інсбрук 1964           | Пепі Штіґлер · Австрія             | Біллі Кідд · США                  | Джиммі Г'юґа · США                |
| Гренобль 1968          | Жан-Клод Кіллі · Франція           | Герберт Губер · Австрія           | Альфред Матт · Австрія            |
| Саппоро 1972           | Франсіско Фернандес Очоа · Іспанія | Густав Тені · Італія              | Роланд Тені · Італія              |
| Інсбрук 1976           | П'єро Грос · Італія                | Густав Тені · Італія              | Віллі Фроммельт · Ліхтенштейн     |
| Лейк-Плесід 1980       | Інгемар Стенмарк · Швеція          | Філ Маре · США                    | Жак Люті · Швейцарія              |
| Сараєво 1984           | Філ Маре · США                     | Стів Маре · США                   | Дідьє Буве · Франція              |
| Калгарі 1988           | Альберто Томба · Італія            | Франк Верндль · Західна Німеччина | Пауль Фроммельт · Ліхтенштейн     |
| Альбервіль 1992        | Фінн Крістіан Ягге · Норвегія      | Альберто Томба · Італія           | Міхаель Трічер · Австрія          |
| Ліллегаммер 1994       | Томас Штангассінгер · Австрія      | Альберто Томба · Італія           | Юре Кошир · Словенія              |
| Наґано 1998            | Ганс Петтер Бурос · Норвегія       | Уле Крістіан Фурусет · Норвегія   | Томас Сікора · Австрія            |
| Солт-Лейк-Сіті 2002    | Жан-П'єр Відаль · Франція          | Себастьян Ам'є · Франція          | Беньямін Райх · Австрія           |
| Турин 2006             | Беньямін Райх · Австрія            | Райнфрід Гербст · Австрія         | Райнер Шенфельдер · Австрія       |
| Ванкувер 2010          | Джульяно Раццолі · Італія          | Івиця Костелич · Хорватія         | Андре Мюрер · Швеція              |
| Сочі 2014              | Маріо Матт · Австрія               | Марсель Гіршер · Австрія          | Генрік Крістофферсен · Норвегія   |
| Пхьончхан 2018         | Андре Мюрер · Швеція               | Рамон Ценгойзерн · Швейцарія      | Міхаель Матт · Австрія            |
| Пекін 2022             | Клеман Ноель · Франція             | Йоганнес Штрольц · Австрія        | Себастьян Фосс-Солевог · Норвегія |

- Медалі:

| Місце   | Країна            | Золото | Срібло | Бронза | Загалом |
| ------- | ----------------- | ------ | ------ | ------ | ------- |
| 1       | Австрія (AUT)     | 7      | 5      | 6      | 18      |
| 2       | Італія (ITA)      | 3      | 4      | 1      | 8       |
| 3       | Франція (FRA)     | 3      | 2      | 3      | 8       |
| 4       | Норвегія (NOR)    | 2      | 2      | 2      | 6       |
| 5       | Швеція (SWE)      | 2      | 0      | 2      | 4       |
| 6       | США (USA)         | 1      | 3      | 1      | 5       |
| 7       | Швейцарія (SUI)   | 1      | 1      | 1      | 3       |
| 8       | Іспанія (ESP)     | 1      | 0      | 0      | 1       |
| 9       | Хорватія (CRO)    | 0      | 1      | 0      | 1       |
| 9       | Японія (JPN)      | 0      | 1      | 0      | 1       |
| 9       | ФРН (FRG)         | 0      | 1      | 0      | 1       |
| 12      | Ліхтенштейн (LIE) | 0      | 0      | 2      | 2       |
| 13      | Словенія (SLO)    | 0      | 0      | 1      | 1       |
| Загалом | 13 країн          | 20     | 20     | 20     | 60      |

### Комбінація/суперкомбінація

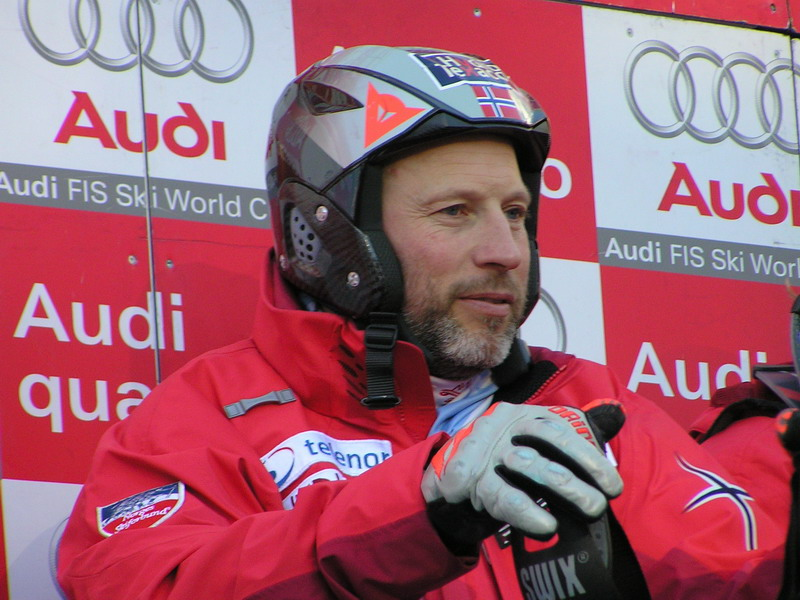
Норвежець Лассе К'ю свою єдину олімпійську золоту медаль виборов у комбінації

За 12 Ігор чотири перемоги в австрійців, двічі перемагали норвежці та американці. Від 2010 року дисципліна проводиться у форматі «суперкомбінації» (тільки одна спроба у слаломі замість двох). Від 2018 року назву комбінація знову вживають, хоча формат суперкомбінації залишився.
| Ігри                         | Золото                            | Срібло                             | Бронза                                     |
| ---------------------------- | --------------------------------- | ---------------------------------- | ------------------------------------------ |
| 1936 Garmisch- Partenkirchen | Франц Пфнюр · Німеччина           | Ґустав Ланчнер · Німеччина         | Еміль Алле · Франція                       |
| Санкт-Моріц 1948             | Анрі Орейє · Франція              | Карл Молітор · Швейцарія           | Джеймс Кутте · Франція                     |
| 1952–1984                    | Не внесено в олімпійську програму | Не внесено в олімпійську програму  | Не внесено в олімпійську програму          |
| Калгарі 1988                 | Губерт Штрольц · Австрія          | Бернгард Гштрайн · Австрія         | Пауль Аккола · Швейцарія                   |
| Альбервіль 1992              | Йозеф Поліг · Італія              | Джанфранко Мартін · Італія         | Стів Лошер · Швейцарія                     |
| Ліллегаммер 1994             | Лассе К'юс · Норвегія             | Четиль Андре Омодт · Норвегія      | Гаральд Крістіан Странн Нільсен · Норвегія |
| Наґано 1998                  | Маріо Райтер · Австрія            | Лассе К'юс · Норвегія              | Крістіан Маєр · Австрія                    |
| Солт-Лейк-Сіті 2002          | Четиль Андре Омодт · Норвегія     | Боде Міллер · США                  | Беньямін Райх · Австрія                    |
| Турин 2006                   | Тед Лігеті · США                  | Івиця Костелич · Хорватія          | Райнер Шенфельдер · Австрія                |
| Ванкувер 2010                | Боде Міллер · США                 | Івиця Костелич · Хорватія          | Сільван Цурбрігген · Швейцарія             |
| Сочі 2014                    | Сандро Вілетта · Швейцарія        | Івиця Костелич · Хорватія          | Крістоф Іннергофер · Італія                |
| Пхьончхан 2018               | Марсель Гіршер · Австрія          | Алексі Пентюро · Франція           | Віктор Мюффа-Жанде · Франція               |
| Пекін 2022                   | Йоганнес Штрольц · Австрія        | Александер Омодт Кільде · Норвегія | Джеймс Кроуфорд · Канада                   |

- Медалі:

| Місце   | Країна          | Золото | Срібло | Бронза | Загалом |
| ------- | --------------- | ------ | ------ | ------ | ------- |
| 1       | Австрія (AUT)   | 4      | 1      | 3      | 8       |
| 2       | Норвегія (NOR)  | 2      | 3      | 1      | 6       |
| 3       | США (USA)       | 2      | 1      | 0      | 3       |
| 4       | Франція (FRA)   | 1      | 1      | 3      | 5       |
| 4       | Швейцарія (SUI) | 1      | 1      | 3      | 5       |
| 6       | Італія (ITA)    | 1      | 1      | 1      | 3       |
| 7       | Німеччина (GER) | 1      | 1      | 0      | 2       |
| 8       | Хорватія (CRO)  | 0      | 3      | 0      | 3       |
| 9       | Канада (CAN)    | 0      | 0      | 1      | 1       |
| Загалом | 9 країн         | 12     | 12     | 12     | 36      |

## Жінки

### Швидкісний спуск

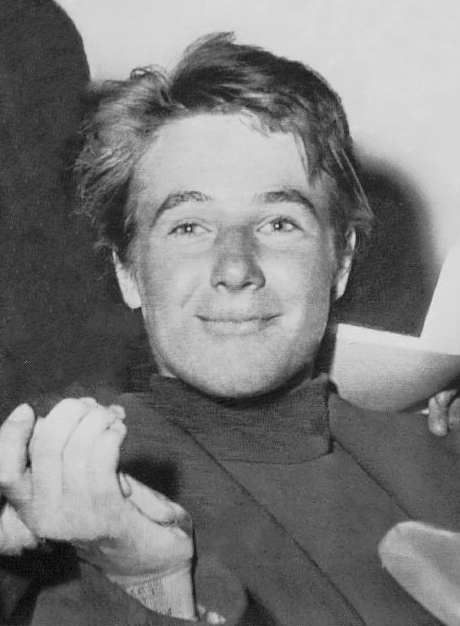
Гайді Бібль здобула золоту медаль у швидкісному спуску 1960 року.

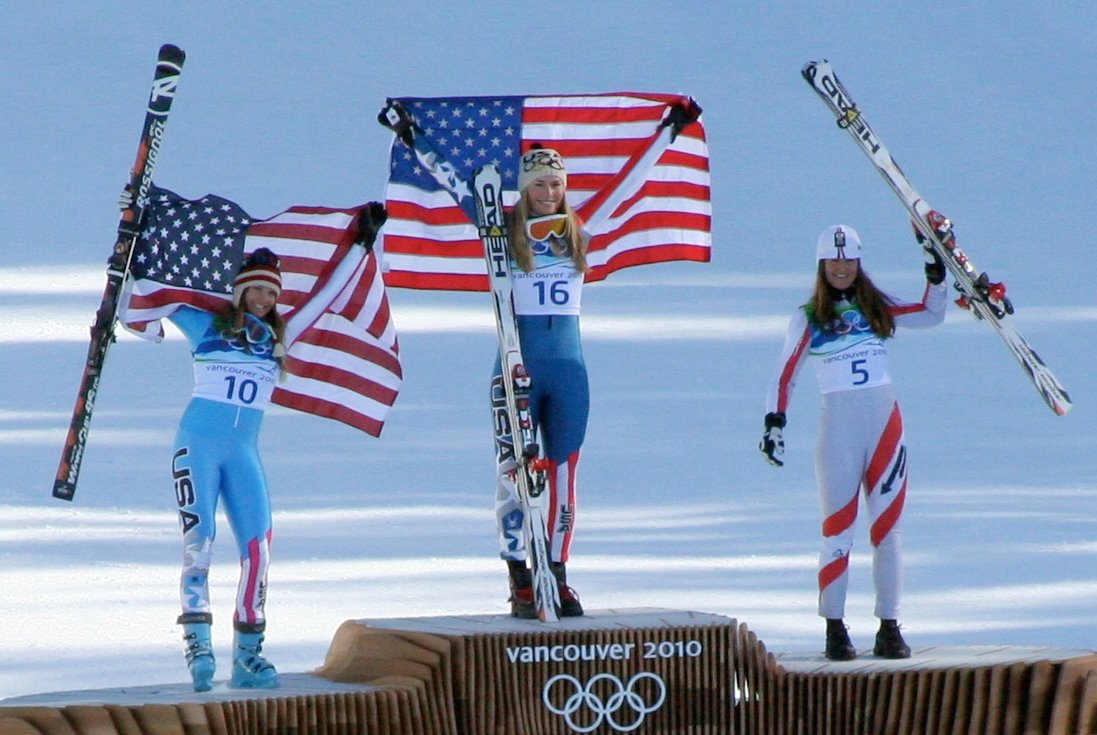
Олімпійський п'єдестал у жіночому швидкісному спуску 2010 року. Зліва направо: Джулія Манкузо, Ліндсі Вонн, Елізабет Гергль

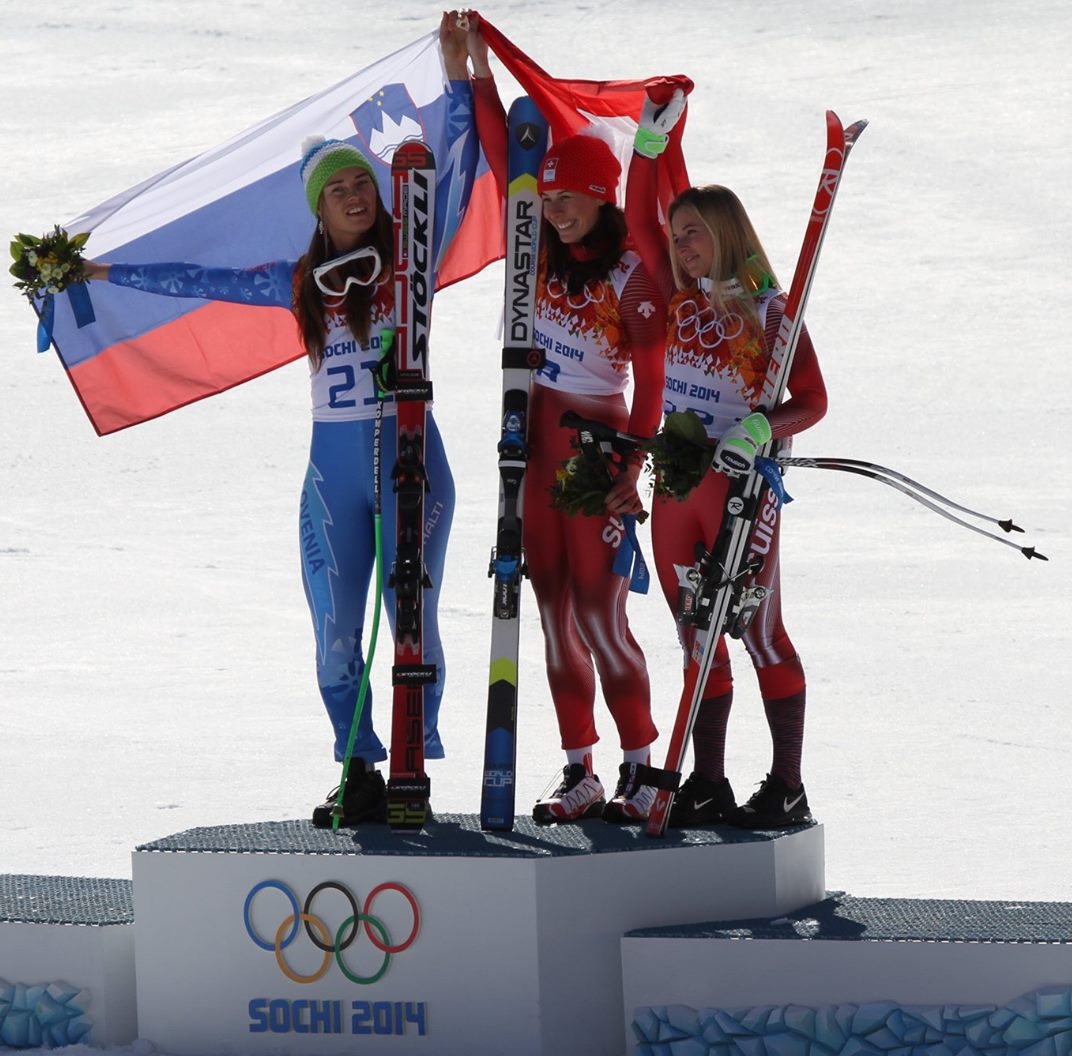
Призери Ігор 2014 року в швидкісному спуску, зліва направо: Тіна Мазе, Домінік Гізін, Лара Ґут

За 20 Олімпіад шість перемог у швейцарок, по п'ять перемог у доробку австрійок і німкень. По разу вигравали француженки, канадки, американки, словенки та італійки. Срібна призерка Ігор 2006 року Мартіна Шильд - онука першої в історії олімпійської чемпіонки у швидкісному спуску Геді Шлунеґґер.
1984 року в Сараєво Ольга Харватова виборола єдину медаль у гірськолижному спорті в історії Чехословаччини.
Катя Зайцінгер — єдина в історії дворазова олімпійська чемпіонка у швидкісному спуску, що серед жінок, що серед чоловіків.
2014 року в жіночому швидкісному спуску вперше в історії гірськолижного спорту на Олімпійських іграх одразу дві особи поділили золото - Тіна Мазе та Домінік Гізін.
| Ігри                   | Золото                                           | Срібло                          | Бронза                           |
| ---------------------- | ------------------------------------------------ | ------------------------------- | -------------------------------- |
| Санкт-Моріц 1948       | Геді Шлунеґґер · Швейцарія                       | Труде Йохум-Байзер · Австрія    | Резі Гаммерер · Австрія          |
| Осло 1952              | Труде Йохум-Байзер · Австрія                     | Mirl Buchner · Німеччина        | Джуліана Мінуццо · Італія        |
| Кортіна-д'Ампеццо 1956 | Мадлен Берто · Швейцарія                         | Фріда Денцер · Швейцарія        | Люсіль Вілер · Канада            |
| Скво-Веллі 1960        | Гайді Бібль · Об'єднана німецька команда         | Пенні Піту · США                | Траудль Гехер · Австрія          |
| Інсбрук 1964           | Крістль Гаас · Австрія                           | Едіт Ціммерман · Австрія        | Траудль Гехер · Австрія          |
| Гренобль 1968          | Ольга Палл · Австрія                             | Ізабель Мір · Франція           | Крістль Гаас · Австрія           |
| Саппоро 1972           | Марі-Терез Надіґ · Швейцарія                     | Аннемарі Мозер-Прелль · Австрія | Сьюзен Коррок · США              |
| Інсбрук 1976           | Розі Міттермаєр · Західна Німеччина              | Брігітте Точніг · Австрія       | Сінді Нелсон · США               |
| Лейк-Плесід 1980       | Аннемарі Мозер-Прелль · Австрія                  | Ганні Венцель · Ліхтенштейн     | Марі-Терез Надіґ · Швейцарія     |
| Сараєво 1984           | Мікела Фіджині · Швейцарія                       | Марія Валлізер · Швейцарія      | Ольга Харватова · Чехословаччина |
| Калгарі 1988           | Марина Кіль · Західна Німеччина                  | Бріґітт Ертлі · Швейцарія       | Карен Персі · Канада             |
| Альбервіль 1992        | Керрін Лі-Гартнер · Канада                       | Гіларі Лінд · США               | Вероніка Валлінґер · Австрія     |
| Ліллегаммер 1994       | Катя Зайцінгер · Німеччина                       | Пікебу Стріт · США              | Ізольде Костнер · Італія         |
| Наґано 1998            | Катя Зайцінгер (2) · Німеччина                   | Пернілла Віберг · Швеція        | Флоранс Манада · Франція         |
| Солт-Лейк-Сіті 2002    | Кароль Монтійє-Карль · Франція                   | Ізольде Костнер · Італія        | Ренате Гечль · Австрія           |
| Турин 2006             | Міхаела Дорфмайстер · Австрія                    | Мартіна Шильд · Швейцарія       | Аня Персон · Швеція              |
| Ванкувер 2010          | Ліндсі Вонн · США                                | Джулія Манкузо · США            | Елізабет Гергль · Австрія        |
| Сочі 2014              | Домінік Гізін · Швейцарія · Тіна Мазе · Словенія | Не вручали                      | Лара Ґут · Швейцарія             |
| Пхьончхан 2018         | Софія Ґоджа · Італія                             | Раґнгільд Мовінкель · Норвегія  | Ліндсі Вонн · США                |
| Пекін 2022             | Корінне Зутер · Швейцарія                        | Софія Ґоджа · Італія            | Надя Делаго · Італія             |

- Медалі:

| Місце   | Країна                           | Золото | Срібло | Бронза | Загалом |
| ------- | -------------------------------- | ------ | ------ | ------ | ------- |
| 1       | Швейцарія (SUI)                  | 6      | 4      | 2      | 12      |
| 2       | Австрія (AUT)                    | 5      | 4      | 7      | 16      |
| 3       | Німеччина (GER)                  | 2      | 1      | 0      | 3       |
| 4       | ФРН (FRG)                        | 2      | 0      | 0      | 2       |
| 5       | США (USA)                        | 1      | 4      | 3      | 8       |
| 6       | Італія (ITA)                     | 1      | 2      | 3      | 6       |
| 7       | Франція (FRA)                    | 1      | 1      | 1      | 3       |
| 8       | Канада (CAN)                     | 1      | 0      | 2      | 3       |
| 9       | Словенія (SLO)                   | 1      | 0      | 0      | 1       |
| 9       | Об'єднана німецька команда (EUA) | 1      | 0      | 0      | 1       |
| 11      | Швеція (SWE)                     | 0      | 1      | 1      | 2       |
| 12      | Ліхтенштейн (LIE)                | 0      | 1      | 0      | 1       |
| 12      | Норвегія (NOR)                   | 0      | 1      | 0      | 1       |
| 14      | Чехословаччина (TCH)             | 0      | 0      | 1      | 1       |
| Загалом | 14 країн                         | 21     | 19     | 20     | 60      |

### Супергігант

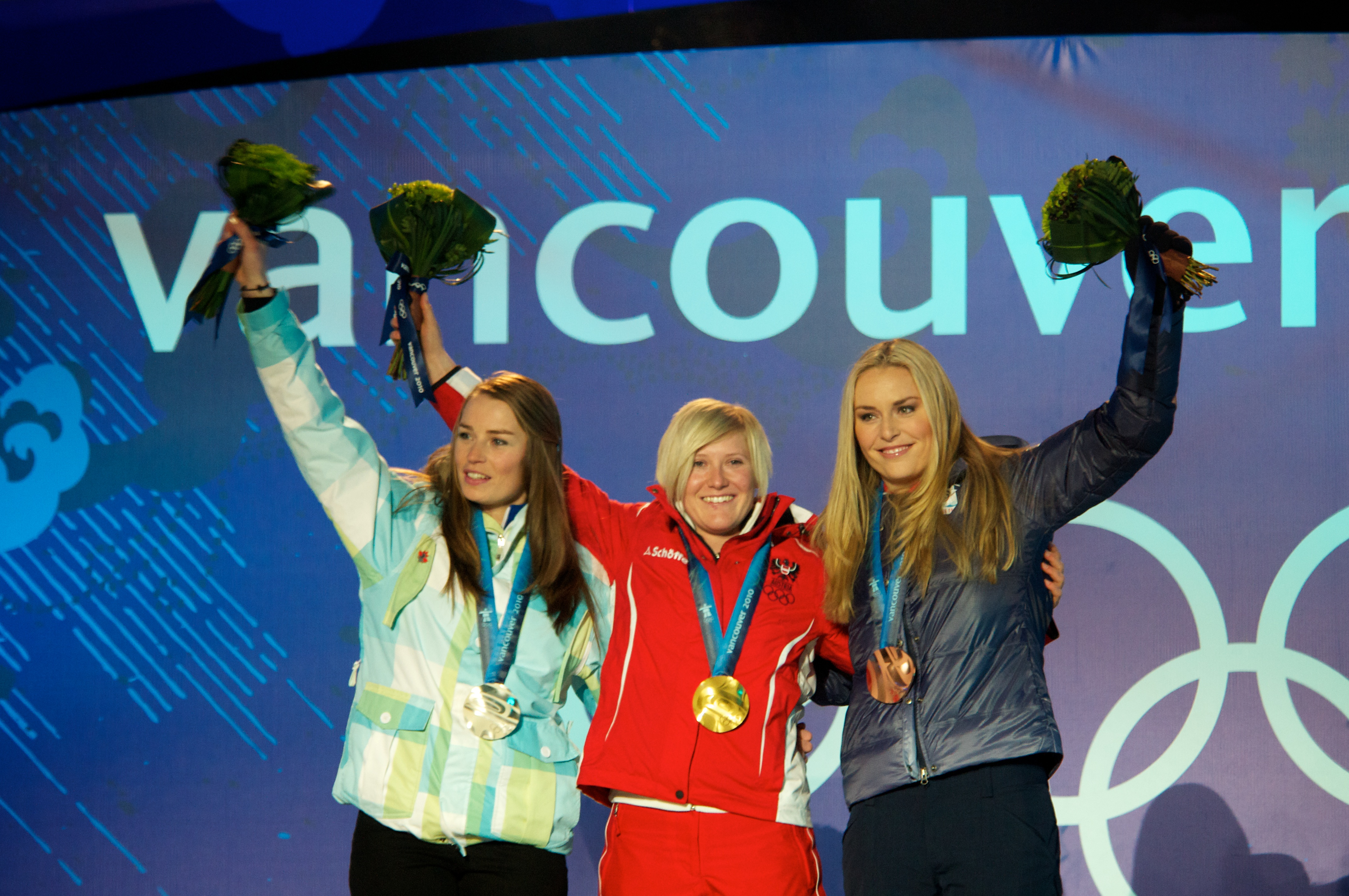
П'єдестал супергіганту на Іграх 2010 року. Зліва направо: Тіна Мазе, Андреа Фішбахер, Ліндсі Вонн

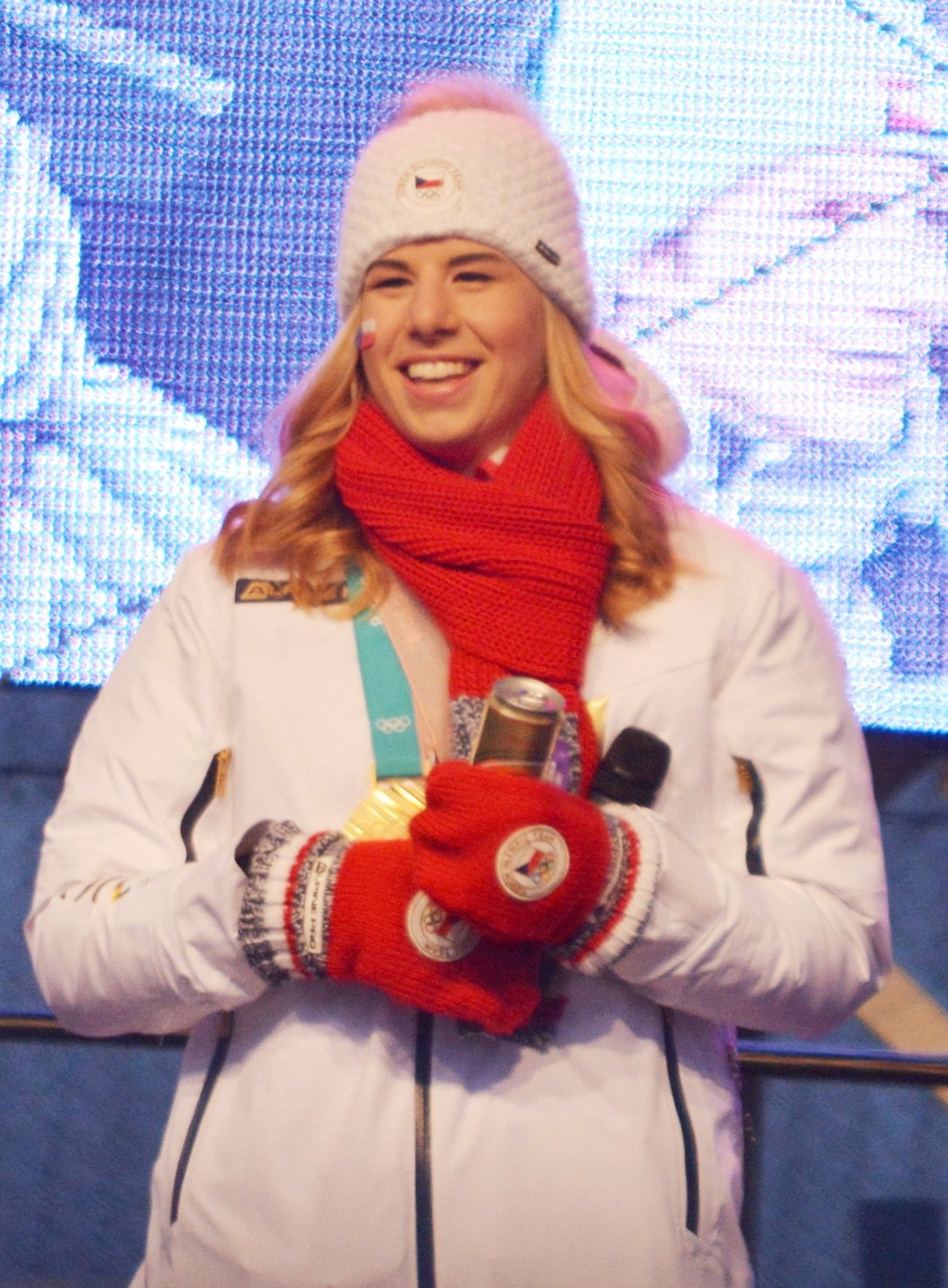
Естер Ледецька сенсаційно виграла золоту медаль у супергіганті 2018 року

За 10 Ігор 4 рази перемагали австрійки, двічі вигравали італійки та американки. У жіночому супергіганті здобуто єдину олімпійську нагороду в історії російського гірськолижного спорту - 1994 року в Ліллегаммері срібло виборола Світлана Гладишева.
| Ігри                | Золото                        | Срібло                        | Бронза                           |
| ------------------- | ----------------------------- | ----------------------------- | -------------------------------- |
| Калгарі 1988        | Зігрід Вольф · Австрія        | Мікела Фіджині · Швейцарія    | Карен Персі · Канада             |
| Альбервіль 1992     | Дебора Компаньоні · Італія    | Кароль Мерль · Франція        | Катя Зайцінгер · Німеччина       |
| Ліллегаммер 1994    | Даянн Рофф · США              | Світлана Гладишева · Росія    | Ізольде Костнер · Італія         |
| Наґано 1998         | Пікебу Стріт · США            | Міхаела Дорфмайстер · Австрія | Александра Майсснітцер · Австрія |
| Солт-Лейк-Сіті 2002 | Даніела Чеккареллі · Італія   | Яниця Костелич · Хорватія     | Карен Путцер · Італія            |
| Турин 2006          | Міхаела Дорфмайстер · Австрія | Яниця Костелич · Хорватія     | Александра Майсснітцер · Австрія |
| Ванкувер 2010       | Андреа Фішбахер · Австрія     | Тіна Мазе · Словенія          | Ліндсі Вонн · США                |
| Сочі 2014           | Анна Файт · Австрія           | Марія Гефль-Ріш · Німеччина   | Ніколь Госп · Австрія            |
| Пхьончхан 2018      | Естер Ледецька · Чехія        | Анна Файт · Австрія           | Тіна Вайратер · Ліхтенштейн      |
| Пекін 2022          | Лара Ґут · Швейцарія          | Мір'ям Пухнер · Австрія       | Мішель Гізін · Швейцарія         |

- Медалі:

| Місце   | Країна      | Золото | Срібло | Бронза | Загалом |
| ------- | ----------- | ------ | ------ | ------ | ------- |
| 1       | Австрія     | 4      | 3      | 3      | 10      |
| 2       | Італія      | 2      | 0      | 2      | 4       |
| 3       | США         | 2      | 0      | 1      | 3       |
| 4       | Швейцарія   | 1      | 1      | 1      | 3       |
| 5       | Чехія       | 1      | 0      | 0      | 1       |
| 6       | Хорватія    | 0      | 2      | 0      | 2       |
| 7       | Німеччина   | 0      | 1      | 1      | 2       |
| 8       | Франція     | 0      | 1      | 0      | 1       |
| 8       | Росія       | 0      | 1      | 0      | 1       |
| 8       | Словенія    | 0      | 1      | 0      | 1       |
| 11      | Канада      | 0      | 0      | 1      | 1       |
| 11      | Ліхтенштейн | 0      | 0      | 1      | 1       |
| Загалом | 12 країн    | 10     | 10     | 10     | 30      |

### Гігантський слалом

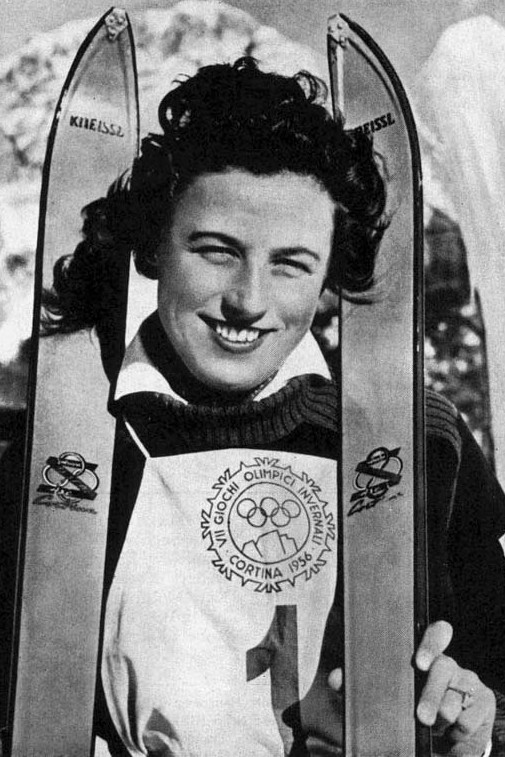
Олімпійська чемпіонка 1956 року в гігантському слаломі Оссі Райхерт

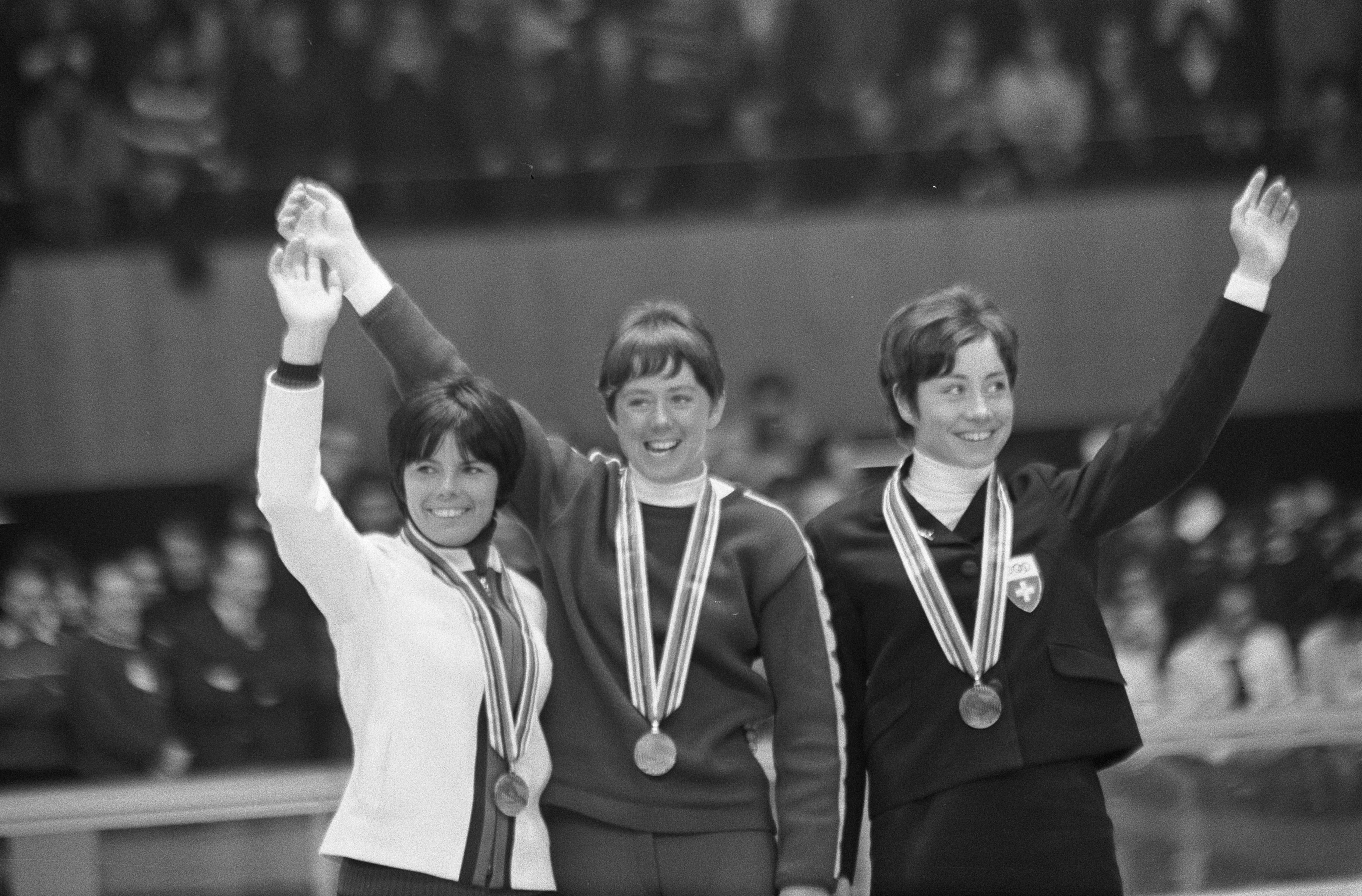
Призери Ігор 1968 року в гігантському слаломі, зліва направо: Анні Фамоз, Ненсі Ґрін, Фернанда Бошате

За 19 Олімпіад 4 перемоги в американок та 3 перемоги у швейцарок. Жіночий гігантський слалом — єдина гірськолижна дисципліна, де Австрія ніколи не вигравала олімпійське золото. На рахунку австрійок 6 срібних та 3 бронзові нагороди.
У жіночому гігантському слаломі здобуто єдину олімпійську медаль в історії фінського гірськолижного спорту - 2006 року в Турині срібло виборола Таня Поутяйнен.
| Ігри                   | Золото                                    | Срібло                                        | Бронза                          |            |
| ---------------------- | ----------------------------------------- | --------------------------------------------- | ------------------------------- | ---------- |
| Осло 1952              | Андреа Мід-Лоуренс · США                  | Дагмар Ром · Австрія                          | Аннемаріе Бухнер · Німеччина    |            |
| Кортіна-д'Ампеццо 1956 | Оссі Райхерт · Об'єднана німецька команда | Путці Франдль · Австрія                       | Теа Гохлайтнер · Австрія        |            |
| Скво-Веллі 1960        | Івонн Рюеґґ · Швейцарія                   | Пенні Піту · США                              | Джуліана Мінуццо · Італія       |            |
| Інсбрук 1964           | Маріель Гуашель · Франція                 | Крістін Гуашель · Франція · Джин Соберт · США | Не вручали                      | Не вручали |
| Гренобль 1968          | Ненсі Ґрін · Канада                       | Анні Фамоз · Франція                          | Фернанде Бошатай · Швейцарія    |            |
| Саппоро 1972           | Марі-Терез Надіґ · Швейцарія              | Аннемарі Мозер-Прелль · Австрія               | Вільтруд Дрексель · Австрія     |            |
| Інсбрук 1976           | Кеті Крайнер · Канада                     | Розі Міттермаєр · Західна Німеччина           | Даніель Дебернар · Франція      |            |
| Лейк-Плесід 1980       | Ганні Венцель · Ліхтенштейн               | Ірене Еппле · Західна Німеччина               | Перрін Пелан · Франція          |            |
| Сараєво 1984           | Деббі Армстронґ · США                     | Крістін Купер · США                           | Перрін Пелан · Франція          |            |
| Калгарі 1988           | Френі Шнайдер · Швейцарія                 | Кріста Кінсгофер · Західна Німеччина          | Марія Валлізер · Швейцарія      |            |
| Альбервіль 1992        | Пернілла Віберг · Швеція                  | Даянн Рофф · США · Аніта Вахтер · Австрія     | Не вручали                      | Не вручали |
| Ліллегаммер 1994       | Дебора Компаньоні · Італія                | Мартіна Ертль · Німеччина                     | Френі Шнайдер · Швейцарія       |            |
| Наґано 1998            | Дебора Компаньоні (2) · Італія            | Александра Майсснітцер · Австрія              | Катя Зайцінгер · Німеччина      |            |
| Солт-Лейк-Сіті 2002    | Яниця Костелич · Хорватія                 | Аня Персон · Швеція                           | Соня Неф · Швейцарія            |            |
| Турин 2006             | Джулія Манкузо · США                      | Таня Поутяйнен · Фінляндія                    | Анна Оттоссон · Швеція          |            |
| Ванкувер 2010          | Вікторія Ребенсбург · Німеччина           | Тіна Мазе · Словенія                          | Елізабет Гергль · Австрія       |            |
| Сочі 2014              | Тіна Мазе · Словенія                      | Анна Файт · Австрія                           | Вікторія Ребенсбург · Німеччина |            |
| Пхьончхан 2018         | Мікейла Шиффрін · США                     | Раґнгільд Мовінкель · Норвегія                | Федеріка Бріньоне · Італія      |            |
| Пекін 2022             | Сара Гектор · Швеція                      | Федеріка Бріньоне · Італія                    | Лара Ґут · Швейцарія            |            |

- Медалі:

| Місце   | Країна                     | Золото | Срібло | Бронза | Загалом |
| ------- | -------------------------- | ------ | ------ | ------ | ------- |
| 1       | США                        | 4      | 4      | 0      | 8       |
| 2       | Швейцарія                  | 3      | 0      | 5      | 8       |
| 3       | Італія                     | 2      | 1      | 2      | 5       |
| 4       | Швеція                     | 2      | 1      | 1      | 4       |
| 5       | Канада                     | 2      | 0      | 0      | 2       |
| 6       | Франція                    | 1      | 2      | 3      | 6       |
| 7       | Німеччина                  | 1      | 1      | 3      | 5       |
| 8       | Словенія                   | 1      | 1      | 0      | 2       |
| 9       | Хорватія                   | 1      | 0      | 0      | 1       |
| 9       | Ліхтенштейн                | 1      | 0      | 0      | 1       |
| 9       | Об'єднана німецька команда | 1      | 0      | 0      | 1       |
| 12      | Австрія                    | 0      | 6      | 3      | 9       |
| 13      | ФРН                        | 0      | 3      | 0      | 3       |
| 14      | Фінляндія                  | 0      | 1      | 0      | 1       |
| 14      | Норвегія                   | 0      | 1      | 0      | 1       |
| Загалом | 15 країн                   | 19     | 21     | 17     | 57      |

### Слалом

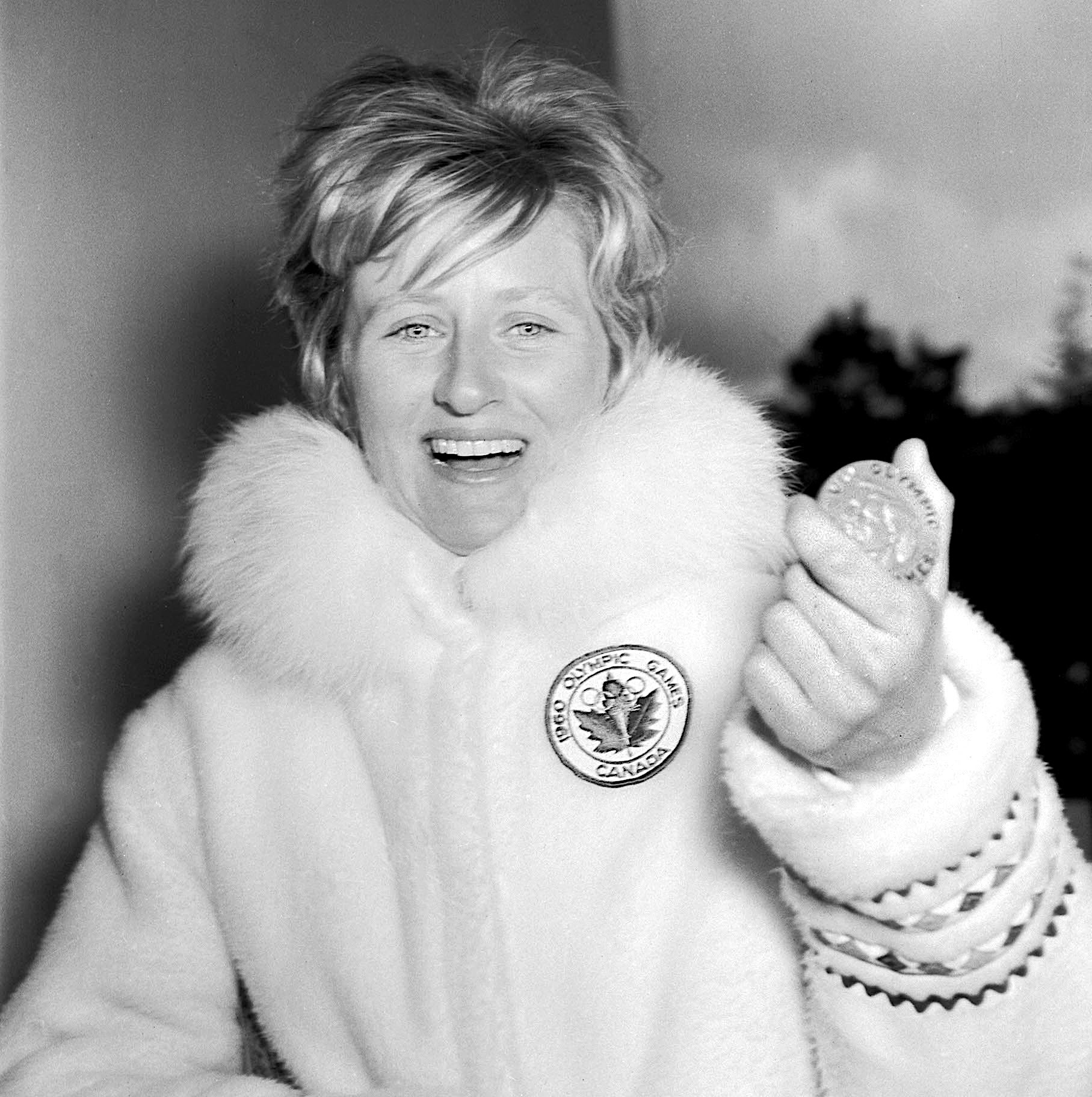
Канадійка Енн Ґеґґтвейт зі своєю золотою олімпійською медаллю 1960 року

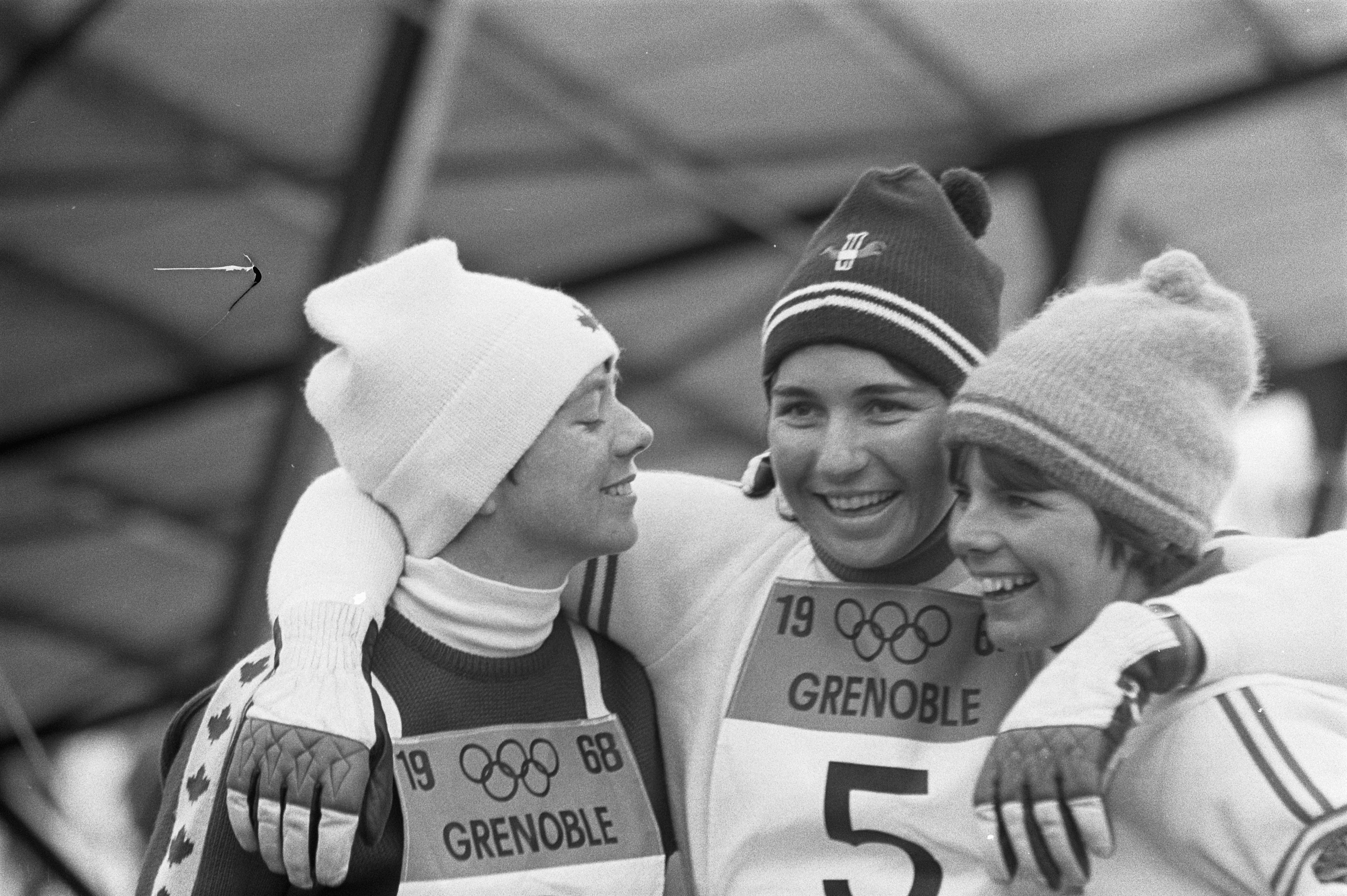
Призери слалому на Іграх 1968 року. Зліва направо: Ненсі Ґрін, Маріель Гуашель, Анні Фамоз

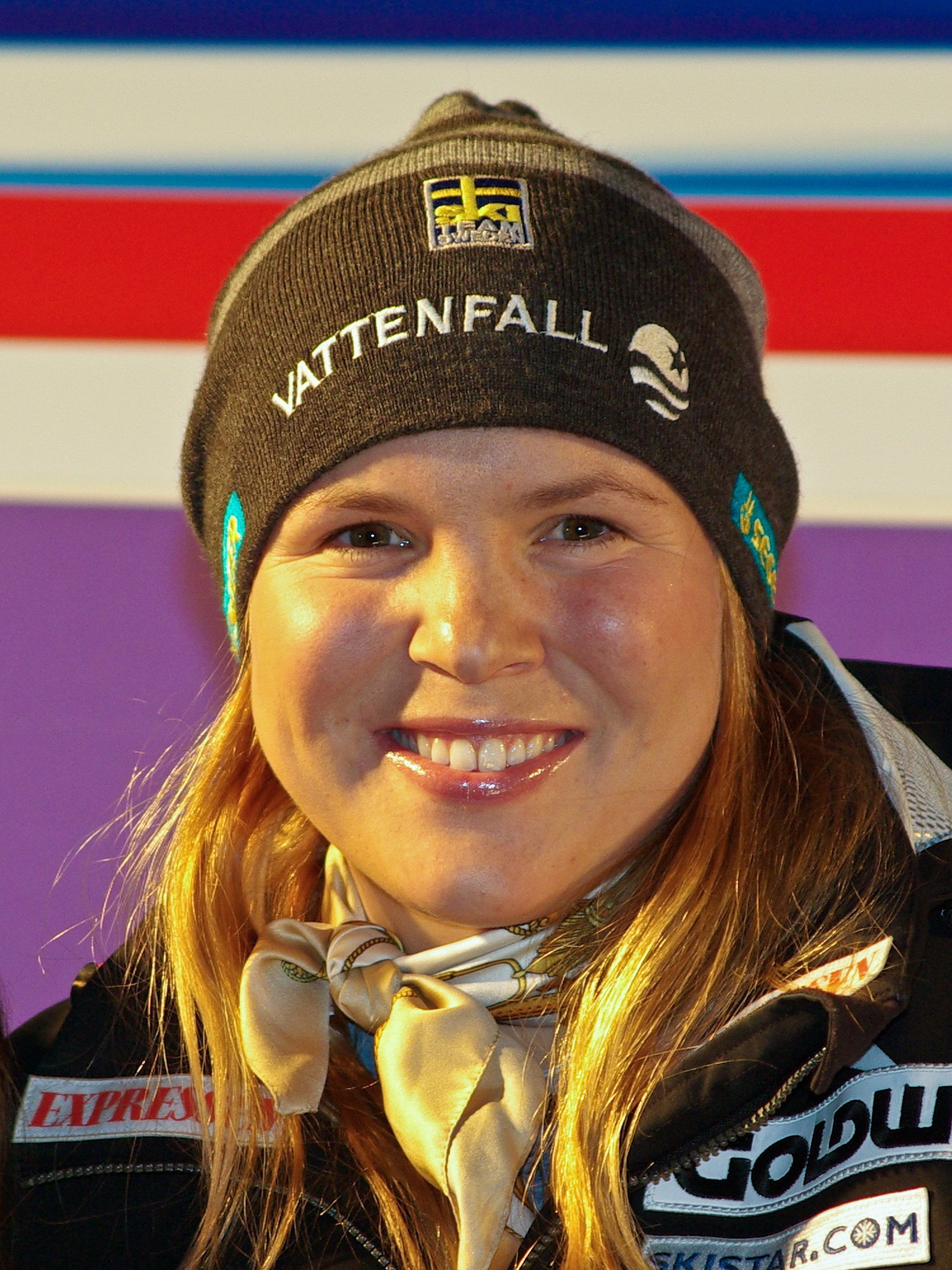
Аня Персон у слаломі — бронзова медаль 2002 року та золота - 2006-го

За 20 Ігор американки здобули чотири перемоги, по три у швейцарок та німкень. У австрійок лише одна перемога — Петра Кронбергер стала першою 1992 року в Альбервілі. У жіночому слаломі здобуто єдину олімпійську медаль в історії радянського гірськолижного спорту — 1956 року бронзу виграла Євгенія Сидорова.
Срібло новозеландки Аннеліз Кобергер 1992 року в Альбервілі – перша медаль представників Південної півкулі в гірськолижному спорті. Через шість років у Наґано австралійка Залі Стегалл виграла другу, цього разу бронзову. Ці медалі залишаються єдиними для цих країн у гірськолижному спорті.
Швейцарка Френі Шнайдер — єдина в історії дворазова олімпійська чемпіонка у слаломі що серед жінок, що серед чоловіків.
| Ігри                   | Золото                              | Срібло                               | Бронза                                           |
| ---------------------- | ----------------------------------- | ------------------------------------ | ------------------------------------------------ |
| Санкт-Моріц 1948       | Ґретхен Фрейзер · США               | Антуанетт Маєр · Швейцарія           | Еріка Марінгер · Австрія                         |
| Осло 1952              | Андреа Мід-Лоуренс · США            | Оссі Райхерт · Німеччина             | Аннемаріе Бухнер · Німеччина                     |
| Кортіна-д'Ампеццо 1956 | Рене Койяр · Швейцарія              | Регіна Шепф · Австрія                | Євгенія Сидорова · СРСР                          |
| Скво-Веллі 1960        | Енн Геґґвейт · Канада               | Бетсі Снайт · США                    | Барбара Геннеберґер · Об'єднана німецька команда |
| Інсбрук 1964           | Крістін Гуашель · Франція           | Маріель Гуашель · Франція            | Джин Соберт · США                                |
| Гренобль 1968          | Маріель Гуашель · Франція           | Ненсі Ґрін · Канада                  | Анні Фамоз · Франція                             |
| Саппоро 1972           | Барбара Кокран · США                | Даніель Дебернар · Франція           | Флоранс Стерер · Франція                         |
| Інсбрук 1976           | Розі Міттермаєр · Західна Німеччина | Клаудія Дрордані · Італія            | Ганні Венцель · Ліхтенштейн                      |
| Лейк-Плесід 1980       | Ганні Венцель · Ліхтенштейн         | Кріста Кінсгофер · Західна Німеччина | Еріка Гесс · Швейцарія                           |
| Сараєво 1984           | Паолетта Магоні · Італія            | Перрін Пелан · Франція               | Урсула Концетт · Ліхтенштейн                     |
| Калгарі 1988           | Френі Шнайдер · Швейцарія           | Матея Свет · Югославія               | Кріста Кінсгофер · Західна Німеччина             |
| Альбервіль 1992        | Петра Кронбергер · Австрія          | Аннеліз Кобергер · Нова Зеландія     | Бланка Фернандес Очоа · Іспанія                  |
| Ліллегаммер 1994       | Френі Шнайдер (2) · Швейцарія       | Ельфі Едер · Австрія                 | Катя Корен · Словенія                            |
| Наґано 1998            | Гільде Герг · Німеччина             | Дебора Компаньоні · Італія           | Залі Стеґґалл · Австралія                        |
| Солт-Лейк-Сіті 2002    | Яниця Костелич · Хорватія           | Лор Пекеньйо · Франція               | Аня Персон · Швеція                              |
| Турин 2006             | Аня Персон · Швеція                 | Ніколь Госп · Австрія                | Марліс Шильд · Австрія                           |
| Ванкувер 2010          | Марія Ріш · Німеччина               | Марліс Шильд · Австрія               | Шарка Страхова · Чехія                           |
| Сочі 2014              | Мікейла Шиффрін · США               | Марліс Шильд · Австрія               | Катрін Цеттель · Австрія                         |
| Пхьончхан 2018         | Фріда Гансдоттер · Швеція           | Венді Гольденер · Швейцарія          | Катаріна Ґалльгубер · Австрія                    |
| Пекін 2022             | Петра Влгова · Словаччина           | Катаріна Лінсбергер · Австрія        | Венді Гольденер · Швейцарія                      |

- Медалі:

| Місце   | Країна                     | Золото | Срібло | Бронза | Загалом |
| ------- | -------------------------- | ------ | ------ | ------ | ------- |
| 1       | США                        | 4      | 1      | 1      | 6       |
| 2       | Швейцарія                  | 3      | 2      | 1      | 6       |
| 3       | Франція                    | 2      | 4      | 2      | 8       |
| 4       | Німеччина                  | 2      | 1      | 1      | 4       |
| 5       | Швеція                     | 2      | 0      | 1      | 3       |
| 6       | Австрія                    | 1      | 6      | 4      | 11      |
| 7       | Італія                     | 1      | 2      | 0      | 3       |
| 8       | ФРН                        | 1      | 1      | 1      | 3       |
| 9       | Канада                     | 1      | 1      | 0      | 2       |
| 10      | Ліхтенштейн                | 1      | 0      | 2      | 3       |
| 11      | Хорватія                   | 1      | 0      | 0      | 1       |
| 11      | Словаччина                 | 1      | 0      | 0      | 1       |
| 13      | Нова Зеландія              | 0      | 1      | 0      | 1       |
| 13      | Югославія                  | 0      | 1      | 0      | 1       |
| 15      | Австралія                  | 0      | 0      | 1      | 1       |
| 15      | Чехія                      | 0      | 0      | 1      | 1       |
| 15      | Словенія                   | 0      | 0      | 1      | 1       |
| 15      | СРСР                       | 0      | 0      | 1      | 1       |
| 15      | Іспанія                    | 0      | 0      | 1      | 1       |
| 15      | Об'єднана німецька команда | 0      | 0      | 1      | 1       |
| Загалом | 20 країн                   | 20     | 20     | 20     | 61      |

### Комбінація/суперкомбінація

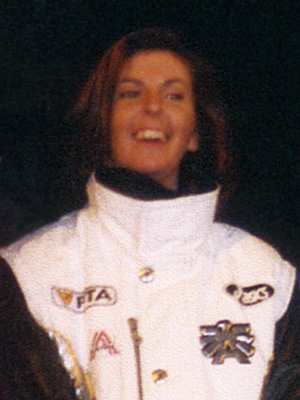
Аніта Вахтер - олімпійська чемпіонка Калгарі в комбінації

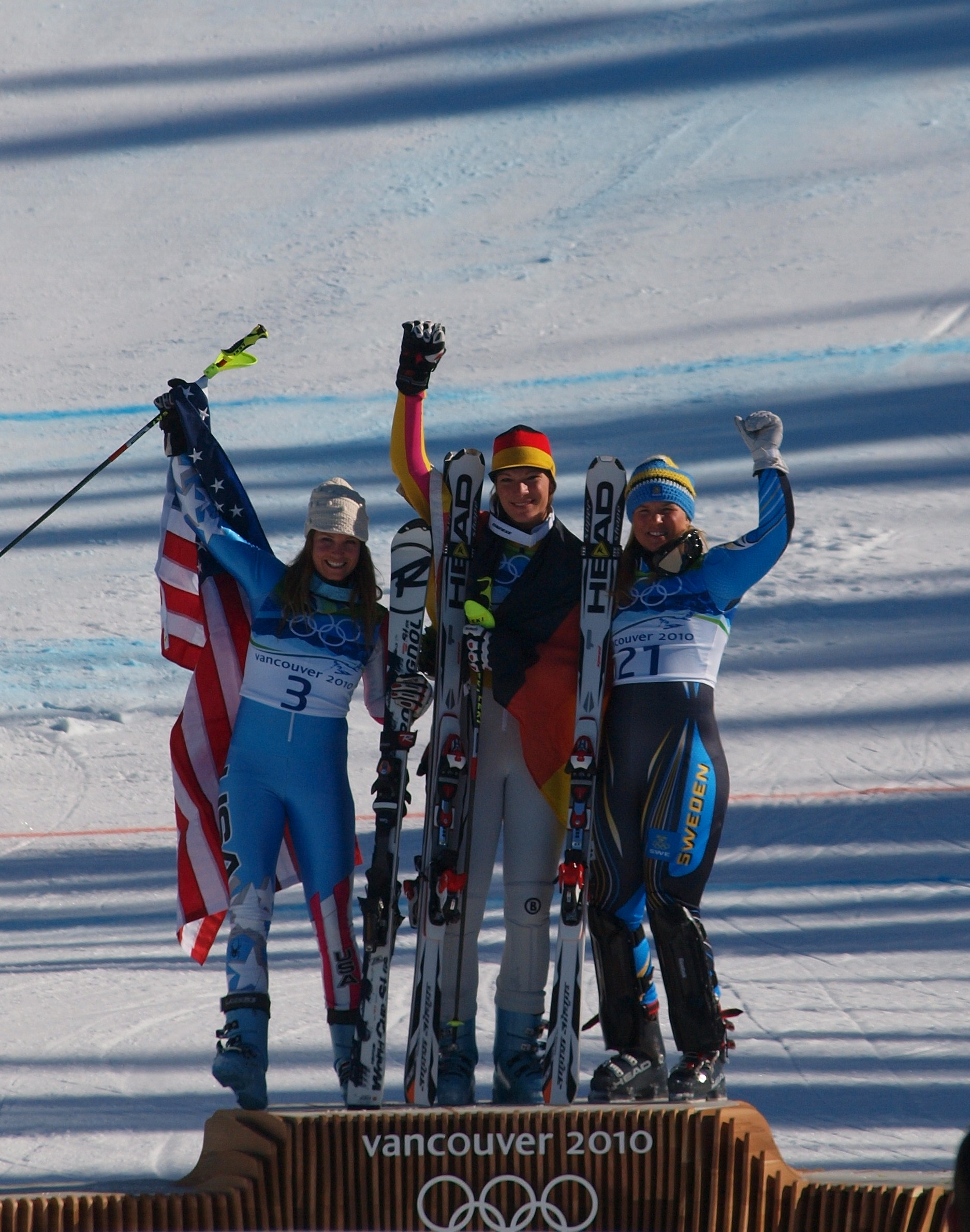
Призери Ігор 2010 року в суперкомбінації, зліва направо: Джулія Манкузо, Марія Ріш, Аня Персон

За 12 Олімпіад 4 перемоги в німкень, три у австрійок, дві у хорваток і швейцарок, одна у шведок. Три спортсменки вигравали комбінацію (з 2010 року – суперкомбінацію) по два рази поспіль – Яниця Костелич (2002 та 2006) та Марія Гефль-Ріш (2010 та 2014) і Мішель Гізін (2018 та 2022).
| Ігри                         | Золото                            | Срібло                            | Бронза                            |
| ---------------------------- | --------------------------------- | --------------------------------- | --------------------------------- |
| 1936 Garmisch- Partenkirchen | Крістль Кранц · Німеччина         | Кете Ґразеґґер · Німеччина        | Лайла Шу Нільсен · Норвегія       |
| Санкт-Моріц 1948             | Труде Йохум-Байзер · Австрія      | Ґретхен Фрейзер · США             | Еріка Марінгер · Австрія          |
| 1952–1984                    | Не внесено в олімпійську програму | Не внесено в олімпійську програму | Не внесено в олімпійську програму |
| Калгарі 1988                 | Аніта Вахтер · Австрія            | Бріґітт Ертлі · Швейцарія         | Марія Валлізер · Швейцарія        |
| Альбервіль 1992              | Петра Кронбергер · Австрія        | Аніта Вахтер · Австрія            | Флоранс Манада · Франція          |
| Ліллегаммер 1994             | Пернілла Віберг · Швеція          | Френі Шнайдер · Швейцарія         | Аленка Довжан · Словенія          |
| Наґано 1998                  | Катя Зайцінгер · Німеччина        | Мартіна Ертль · Німеччина         | Гільде Герг · Німеччина           |
| Солт-Лейк-Сіті 2002          | Яниця Костелич · Хорватія         | Ренате Гечль · Австрія            | Мартіна Ертль · Німеччина         |
| Турин 2006                   | Яниця Костелич (2) · Хорватія     | Марліс Шильд · Австрія            | Аня Персон · Швеція               |
| Ванкувер 2010                | Марія Ріш · Німеччина             | Джулія Манкузо · США              | Аня Персон · Швеція               |
| Сочі 2014                    | Марія Гефль-Ріш (2) · Німеччина   | Ніколь Госп · Австрія             | Джулія Манкузо · США              |
| Пхьончхан 2018               | Мішель Гізін · Швейцарія          | Мікейла Шиффрін · США             | Венді Гольденер · Швейцарія       |
| Пекін 2022                   | Мішель Гізін (2) · Швейцарія      | Венді Гольденер · Швейцарія       | Федеріка Бріньоне · Італія        |

- Медалі:

| Місце   | Країна    | Золото | Срібло | Бронза | Загалом |
| ------- | --------- | ------ | ------ | ------ | ------- |
| 1       | Німеччина | 4      | 2      | 2      | 8       |
| 2       | Австрія   | 3      | 4      | 1      | 8       |
| 3       | Швейцарія | 2      | 3      | 2      | 7       |
| 4       | Хорватія  | 2      | 0      | 0      | 2       |
| 5       | Швейцарія | 2      | 3      | 2      | 7       |
| 6       | Швеція    | 1      | 0      | 2      | 3       |
| 7       | США       | 0      | 3      | 1      | 4       |
| 8       | Франція   | 0      | 0      | 1      | 1       |
| 8       | Італія    | 0      | 0      | 1      | 1       |
| 8       | Норвегія  | 0      | 0      | 1      | 1       |
| 8       | Словенія  | 0      | 0      | 1      | 1       |
| Загалом | 11 країн  | 12     | 12     | 12     | 36      |

## Командні змагання
Вперше введені до олімпійської програми 2018 року.
| Ігри           | Золото | Срібло | Бронза |
| -------------- | --- | --- | --- |
| Пхьончхан 2018 | Швейцарія (SUI) Лука Ерні Деніз Фаєрабенд Венді Гольденер Даніель Юль Рамон Ценгойзерн                             | Австрія (AUT) Штефані Бруннер Мануель Феллер Катаріна Ґалльгубер Катаріна Лінсбергер Міхаель Матт Марко Шварц | Норвегія (NOR) Себастьян Фосс-Солевог Ніна Гавер-Лесет Лейф Крістіан Нествольд-Гауґен Крістін Люсдаль Джонатан Нордботтен Марен Ск'єльд |
| Пекін 2022     | Австрія (AUT) Катаріна Губер Катаріна Лінсбергер Катаріна Труппе Штефан Бреннштайнер Міхаель Матт Йоганнес Штрольц | Німеччина (GER) Емма Айхер Лена Дюрр Юліан Раухфус Александер Шмід Лінус Штрасер                              | Норвегія (NOR) Міна Фюрст Гольтманн Тея Луїз Штьєрнесунн Марія Терезе Твіберґ Тімон Гауґан Фаб'ян Вілкенс Солгейм Расмус Віндінґстад    |

- Медалі:

| Місце   | Країна    | Золото | Срібло | Бронза | Загалом |
| ------- | --------- | ------ | ------ | ------ | ------- |
| 1       | Австрія   | 1      | 1      | 0      | 2       |
| 2       | Швейцарія | 1      | 0      | 0      | 1       |
| 3       | Німеччина | 0      | 1      | 0      | 1       |
| 4       | Норвегія  | 0      | 0      | 2      | 2       |
| Загалом | 3 країни  | 2      | 2      | 2      | 6       |

## Статистика

### Таблиця медалей
| Місце                | Країна                     | Золото | Срібло | Бронза | Загалом |
| -------------------- | -------------------------- | ------ | ------ | ------ | ------- |
| 1                    | Австрія                    | 37     | 41     | 43     | 121     |
| 2                    | Швейцарія                  | 22     | 22     | 22     | 66      |
| 3                    | США                        | 17     | 20     | 10     | 47      |
| 4                    | Франція                    | 15     | 16     | 17     | 48      |
| 5                    | Італія                     | 14     | 9      | 9      | 32      |
| 6                    | Німеччина                  | 12     | 7      | 7      | 26      |
| 7                    | Норвегія                   | 11     | 13     | 12     | 36      |
| 8                    | Швеція                     | 7      | 2      | 9      | 18      |
| 9                    | Хорватія                   | 4      | 6      | 0      | 10      |
| 10                   | Канада                     | 4      | 1      | 6      | 11      |
| 11                   | ФРН                        | 3      | 5      | 1      | 9       |
| 12                   | Ліхтенштейн                | 2      | 2      | 6      | 10      |
| 13                   | Словенія                   | 2      | 2      | 3      | 7       |
| 14                   | Об'єднана німецька команда | 2      | 1      | 2      | 5       |
| 15                   | Іспанія                    | 1      | 0      | 1      | 2       |
| 15                   | Чехія                      | 1      | 0      | 1      | 2       |
| 17                   | Югославія                  | 0      | 2      | 0      | 2       |
| 17                   | Люксембург                 | 0      | 2      | 0      | 2       |
| 19                   | Нова Зеландія              | 0      | 1      | 0      | 1       |
| 19                   | Росія                      | 0      | 1      | 0      | 1       |
| 19                   | Фінляндія                  | 0      | 1      | 0      | 1       |
| 19                   | Японія                     | 0      | 1      | 0      | 1       |
| 23                   | СРСР                       | 0      | 0      | 1      | 1       |
| 23                   | Австралія                  | 0      | 0      | 1      | 1       |
| 23                   | Чехословаччина             | 0      | 0      | 1      | 1       |
| Загалом (25 збірних) | Загалом (25 збірних)       | 154    | 155    | 152    | 461     |

### Володарі найбільшої кількості нагород
Чоловіки
| Гірськолижник        | Країна         | Олімпіада *     | Золото | Срібло | Бронза | Загалом |
| -------------------- | -------------- | --------------- | ------ | ------ | ------ | ------- |
| Четиль Андре Омодт   | Норвегія (NOR) | 1992–2006       | 4      | 2      | 2      | 8       |
| Боде Міллер          | США (USA)      | 1998–2014       | 1      | 3      | 2      | 6       |
| Альберто Томба       | Італія (ITA)   | 1988–1998       | 3      | 2      | 0      | 5       |
| Лассе К'юс           | Норвегія (NOR) | 1992–2006       | 1      | 3      | 1      | 5       |
| К'єтіль Янсруд       | Норвегія (NOR) | 2006–2018       | 1      | 2      | 2      | 5       |
| Маттіас Маєр         | Австрія (AUT)  | 2014–2022       | 3      | 0      | 1      | 4       |
| Германн Маєр         | Австрія (AUT)  | 1998, 2006      | 2      | 1      | 1      | 4       |
| Аксель Лунд Свіндаль | Норвегія (NOR) | 2006–2018       | 2      | 1      | 1      | 4       |
| Беньямін Райх        | Австрія (AUT)  | 2002–2014       | 2      | 0      | 2      | 4       |
| Стефан Ебергартер    | Австрія (AUT)  | 1992, 1998–2002 | 1      | 2      | 1      | 4       |
| Івиця Костелич       | Хорватія (CRO) | 2002–2014       | 0      | 4      | 0      | 4       |

Жінки
| Гірськолижниця    | Країна            | Олімпіада * | Золото | Срібло | Бронза | Загалом |
| ----------------- | ----------------- | ----------- | ------ | ------ | ------ | ------- |
| Яниця Костелич    | Хорватія (CRO)    | 1998–2006   | 4      | 2      | 0      | 6       |
| Аня Персон        | Швеція (SWE)      | 2002–2010   | 1      | 1      | 4      | 6       |
| Френі Шнайдер     | Швейцарія (SUI)   | 1988–1994   | 3      | 1      | 1      | 5       |
| Катя Зайцінгер    | Німеччина (GER)   | 1992–1998   | 3      | 0      | 2      | 5       |
| Венді Гольденер   | Швейцарія (SUI)   | 2014–2022   | 1      | 2      | 2      | 5       |
| Дебора Компаньоні | Італія (ITA)      | 1992–1998   | 3      | 1      | 0      | 4       |
| Марія Гефль-Ріш   | Німеччина (GER)   | 2010–2014   | 3      | 1      | 0      | 4       |
| Тіна Мазе         | Словенія (SLO)    | 2002–2014   | 2      | 2      | 0      | 4       |
| Ганні Венцель     | Ліхтенштейн (LIE) | 1976–1980   | 2      | 1      | 1      | 4       |
| Джулія Манкузо    | США (USA)         | 2002–2014   | 1      | 2      | 1      | 4       |
| Марліс Шильд      | Австрія (AUT)     | 2002–2014   | 0      | 3      | 1      | 4       |

### Гірськолижники з найбільшою кількістю перемог
10 гірськолижників з найбільшою кількістю перемог

#### Чоловіки
| Місце | Гірськолижник        | Країна   | Від * | До * | Золото | Срібло | Бронза | Загалом |
| ----- | -------------------- | -------- | ----- | ---- | ------ | ------ | ------ | ------- |
| 1     | Четиль Андре Омодт   | Норвегія | 1992  | 2006 | 4      | 2      | 2      | 8       |
| 2     | Альберто Томба       | Італія   | 1988  | 1994 | 3      | 2      | -      | 5       |
| 3     | Маттіас Маєр         | Австрія  | 2014  | 2022 | 3      | -      | 1      | 4       |
| 4     | Тоні Зайлер          | Австрія  | 1956  | 1956 | 3      | -      | -      | 3       |
| 4     | Жан-Клод Кіллі       | Франція  | 1968  | 1968 | 3      | -      | -      | 3       |
| 6     | Германн Маєр         | Австрія  | 1998  | 2006 | 2      | 1      | 1      | 4       |
| 6     | Аксель Лунд Свіндаль | Норвегія | 2010  | 2018 | 2      | 1      | 1      | 4       |
| 8     | Марсель Гіршер       | Австрія  | 2014  | 2018 | 2      | 1      | -      | 3       |
| 8     | Йоганнес Штрольц     | Австрія  | 2022  | 2022 | 2      | 1      | -      | 3       |
| 10    | Беньямін Райх        | Австрія  | 2002  | 2006 | 2      | -      | 2      | 4       |

#### Жінки
| Місце | Гірськолижниця      | Країна      | Від * | До * | Золото | Срібло | Бронза | Загалом |
| ----- | ------------------- | ----------- | ----- | ---- | ------ | ------ | ------ | ------- |
| 1     | Яниця Костелич      | Хорватія    | 2002  | 2006 | 4      | 2      | -      | 6       |
| 2     | Френі Шнайдер       | Швейцарія   | 1988  | 1994 | 3      | 1      | 1      | 5       |
| 3     | Дебора Компаньоні   | Італія      | 1992  | 1998 | 3      | 1      | -      | 4       |
| 3     | Марія Гефль-Ріш     | Німеччина   | 2010  | 2014 | 3      | 1      | -      | 4       |
| 5     | Катя Зайцінгер      | Німеччина   | 1992  | 1998 | 3      | -      | 2      | 5       |
| 6     | Тіна Мазе           | Словенія    | 2010  | 2014 | 2      | 2      | -      | 4       |
| 7     | Ганні Венцель       | Ліхтенштейн | 1976  | 1980 | 2      | 1      | 1      | 4       |
| 8     | Міхаела Дорфмайстер | Австрія     | 1998  | 2006 | 2      | 1      | -      | 3       |
| 8     | Маріель Гуашель     | Франція     | 1964  | 1968 | 2      | 1      | -      | 3       |
| 8     | Труде Йохум-Байзер  | Австрія     | 1948  | 1952 | 2      | 1      | -      | 3       |
| 8     | Розі Міттермаєр     | ФРН         | 1976  | 1976 | 2      | 1      | -      | 3       |
| 8     | Мікейла Шиффрін     | США         | 2014  | 2018 | 2      | 1      | -      | 3       |
| 8     | Пернілла Віберг     | Швеція      | 1992  | 1998 | 2      | 1      | -      | 3       |

### Усі призери – з однієї країни
За історію гірськолижного спорту на Олімпійських іграх було 5 випадків, коли всі медалі вигравали представники однієї країни. Тричі це вдавалося Австрії, по разу Норвегії та Німеччині.
| Ігри                   | Дисципліна                    | НОК             | Золото         | Срібло             | Бронза                          |
| Кортіна-д'Ампеццо 1956 | Гігантський слалом (чоловіки) | Австрія (AUT)   | Тоні Зайлер    | Андерль Мольтерер  | Вальтер Шустер                  |
| Інсбрук 1964           | Швидкісний спуск (жінки)      | Австрія (AUT)   | Крістль Гаас   | Едіт Ціммерман     | Траудль Гехер                   |
| Ліллегаммер 1994       | Комбінація (чоловіки)         | Норвегія (NOR)  | Лассе К'юс     | Четиль Андре Омодт | Гаральд Крістіан Странд Нільсен |
| Наґано 1998            | Комбінація (жінки)            | Німеччина (GER) | Катя Зайцінгер | Мартіна Ертль      | Гільде Герг                     |
| Турин 2006             | Слалом (чоловіки)             | Австрія (AUT)   | Беньямін Райх  | Райнфрід Гербст    | Райнер Шенфельдер               |